# Büste der Nofretete
Die Büste der Nofretete, auch als Kopf der Nofretete oder nur als (die) Nofretete bezeichnet, zählt zu den bekanntesten Kunstschätzen des Alten Ägypten und gilt als Meisterwerk der Bildhauerkunst der Amarna-Zeit. Sie wurde in der Regierungszeit des Königs (Pharaos) Echnaton zur Zeit der 18. Dynastie (Neues Reich) zwischen 1353 und 1336 v. Chr. gefertigt.
Die Büste der Königin Nofretete wurde am 6. Dezember 1912 bei Ausgrabungen der Deutschen Orient-Gesellschaft unter Leitung von Ludwig Borchardt in Tell el-Amarna in Haus P 47,2, der Werkstatt des Oberbildhauers Thutmosis, entdeckt. Sie wurde im Januar 1913 im Rahmen der Fundteilung mit Genehmigung der ägyptischen Altertümerverwaltung nach Deutschland gebracht. 1920 ging die Büste der Nofretete durch eine Schenkung von James Simon mit weiteren Objekten, die Dauerleihgabe an die Ägyptische Abteilung der königlich preußischen Kunstsammlungen waren, an den preußischen Staat. Eine erste öffentliche Präsentation im für die ägyptische Sammlung der Staatlichen Museen zu Berlin errichteten Museum auf der Berliner Museumsinsel erfolgte 1924. Heute ist sie im Besitz der Stiftung Preußischer Kulturbesitz und befindet sich unter der Inventarnummer 21300 als Hauptattraktion im Ägyptischen Museum Berlin, das seit dem 16. Oktober 2009 wieder im Neuen Museum (Nordflügel, Nordkuppelsaal) auf der Berliner Museumsinsel untergebracht ist.
Weil Ägypten zur Zeit der Ausgrabungen ein britisches Protektorat war und somit die Büste unter Bedingungen der Besatzer, nicht der Ägypter, nach Deutschland kam, wird argumentiert, dass die Büste koloniale Raubkunst sei. Ägyptische Behörden verlangen seit 1924 regelmäßig eine Rückgabe. Zum Wert der Büste der Nofretete gibt es verschiedene Angaben. Eine Versicherung schätzte sie 2009 auf 390 Millionen US-Dollar (300 Millionen Euro), während andererseits ihr Wert auch mit 400 Millionen Euro (circa 520 Millionen US-Dollar) angegeben wurde.

## Entdeckung und Historie

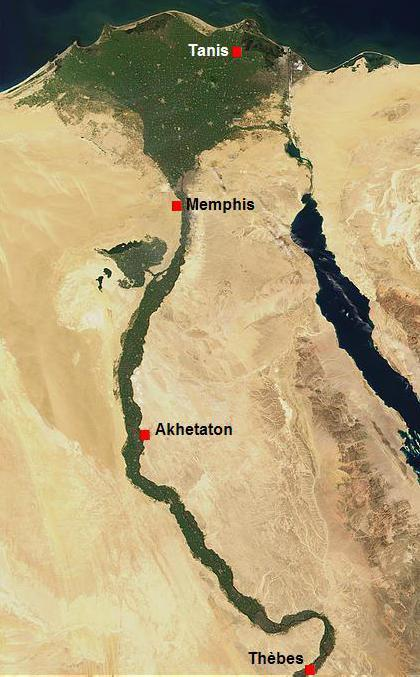
Amarna (das alte Achet-Aton) zwischen Memphis und Theben

### Vorgeschichte
Die Geschichte von Tell el-Amarna als Ausgrabungsstätte beginnt mit dem Jesuitenpater Claude Sicard, der im November 1714 Kopien der Grenzstelen der antiken Stadt Achet-Aton anfertigte. Ihm folgte die Expedition von Napoléon Bonaparte, welche die „Reste einer antiken Stadt“ vorfand. Nach weiteren Forschungen und Entdeckungen durch John Gardner Wilkinson (1824), Karl Richard Lepsius (1842/1845), Flinders Petrie (1891/92), Norman de Garis Davies (1901) und Besuchen von James Henry Breasted (1895) folgte 1907 Ludwig Borchardt.
Frankreich und England hatten bereits seit mehreren Jahren Forschungsinstitute in Ägypten. Und so forderte die Deutsche Akademie der Wissenschaften auch eine regelmäßige Beteiligung deutscher Forscher in dem Land. Allerdings fehlten hierfür die politische, die diplomatische und die finanzielle Unterstützung. Kaiser Wilhelm II. missfiel der wissenschaftliche Vorsprung, den die beiden Länder als Kolonialmächte auf diesem Gebiet in Ägypten hatten: Auch in deutschen Museen, insbesondere in Berlin, sollten sich zukünftig historische Objekte finden, nicht nur im Louvre in Paris oder British Museum in London. 1899 wurde die Stelle eines wissenschaftlichen Attachés am Kaiserlichen Generalkonsulat in Kairo geschaffen. Der Auftrag des Amtsinhabers war, die Berliner Akademie der Wissenschaften über alle wichtigen Ereignisse aus dem Bereich der Ägyptologie zu unterrichten. Dieser Posten wurde mit dem Architekten und Ägyptologen Ludwig Borchardt besetzt und 1907 in eine Direktorenstelle des neu gegründeten Kaiserlichen Instituts für Ägyptische Altertumskunde, der Vorgängerinstitution des heutigen Archäologischen Instituts Kairo (DAIK), umgewandelt.
Nach der Bestandsaufnahme einer preußischen Expedition 1842 unter Leitung von Karl Richard Lepsius erfolgte die erste Begehung des Areals von Tell el-Amarna durch Borchardt 1907. Südlich der Tempelruinen lagen Wohnhäuser und Werkstätten, die den Forschern vielversprechend erschienen. Ludwig Borchardt konnte den Berliner Baumwollhändler James Simon als Finanzier der folgenden Grabungskampagnen gewinnen, der auch die Ausgrabungen Borchardts bei den Pyramiden von Abusir finanziert hatte. Von Januar bis April 1911 begann die erste große Grabungskampagne der Deutschen Orient-Gesellschaft unter Borchardt in Amarna, für die Simon am 29. August die Grabungskonzession erhielt. Zwar lag die Durchführung der Grabung bei der Deutschen Orient-Gesellschaft, doch ein Vertrag mit Simon sah vor, dass er für die Finanzierung mit 30.000 Mark jährlich aufkam und alle Funde des deutschen Anteils der Kampagne in seinen Besitz übergingen.

### Fundgeschichte und Fundteilung

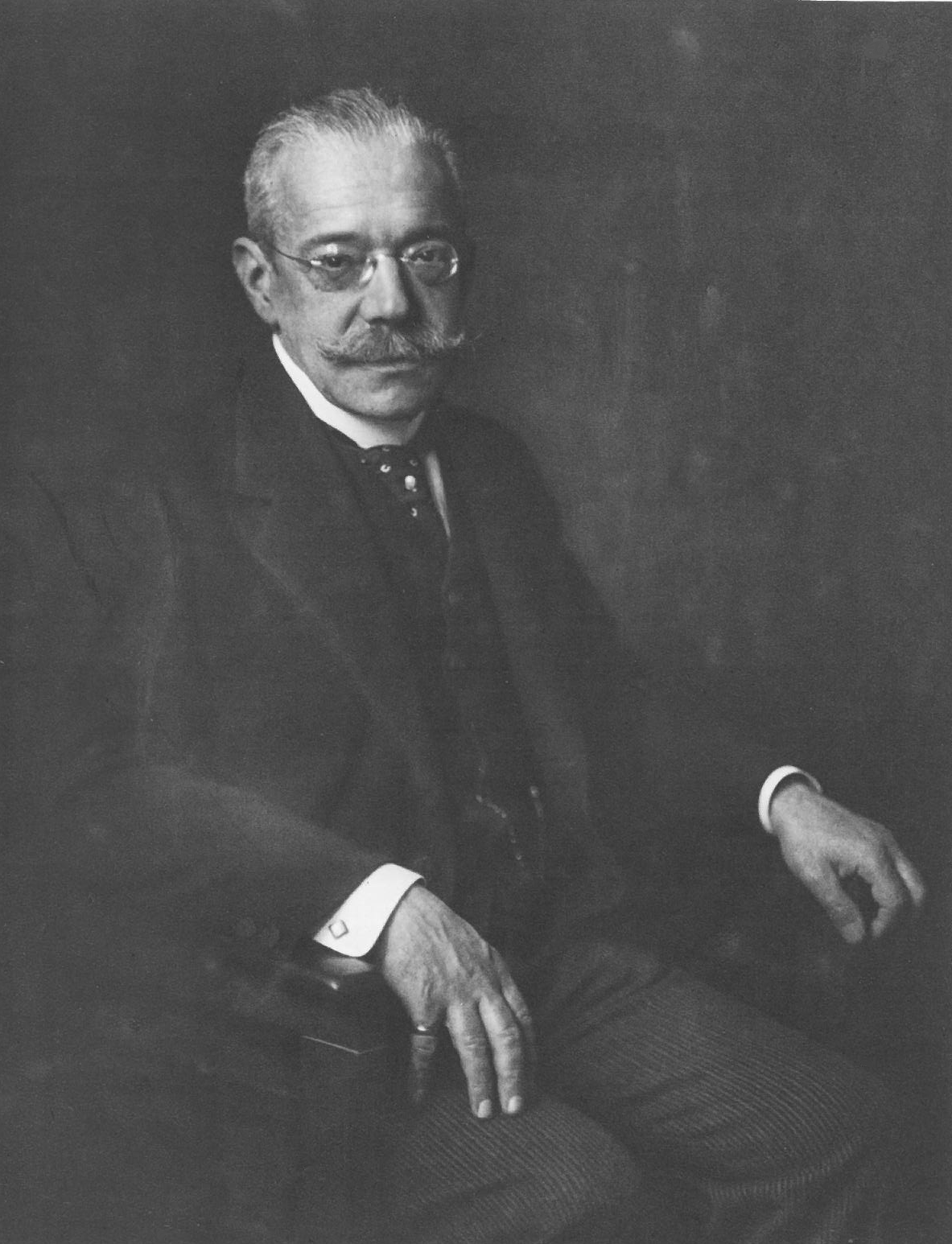
James Simon

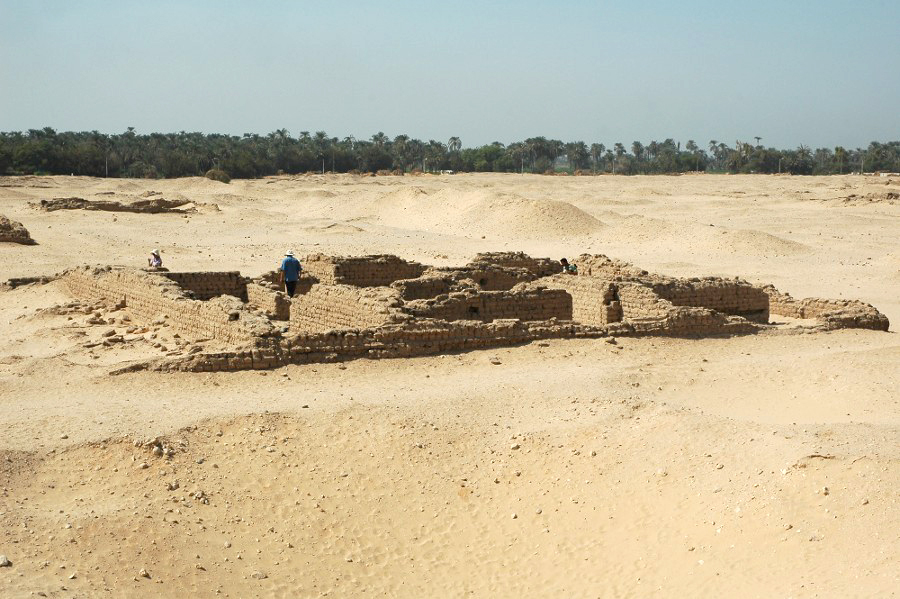
Überreste des Ateliers des Bildhauers Thutmosis (P 47,2)

Während der dritten Grabungskampagne 1912/1913 (November 1912 bis März 1913) der Deutschen Orient-Gesellschaft in Tell el-Amarna wurde in den Überresten eines aus Lehmziegeln errichteten Hauses im Planquadrat P 47,2 in Raum 19 die Büste der Nofretete im Atelier des Bildhauers Thutmosis gefunden. Die Fundlage ließ darauf schließen, dass die Büste auf einem hölzernen Wandbrett gestanden haben musste, durch dessen Zerfall sie auf den Boden gefallen war. Sie war dennoch weitestgehend unversehrt geblieben und der sich darüber anhäufende Schutt konservierte die Büste. Das Fundstück wird in der Fundliste unter der Nummer 748 mit der Kurzbeschreibung „bemalte Büste der Königin“ geführt. Borchardt vermerkte hierzu in seinem Tagebuch:

„[…] Dann wurde die bunte Büste erst herausgehoben und wir hatten das lebensvollste ägyptische Kunstwerk in Händen. Es war fast vollständig, nur die Ohren waren bestoßen und im linken Auge fehlte die Einlage.“

Im selben Raum fand man eine lebensgroße, ebenfalls bemalte und aus Kalkstein bestehende Büste von König Echnaton (Fundstück Nr. 1300), die jedoch zerschlagen war. Im Gegensatz zur Büste der Königin Nofretete war hier ersichtlich, dass die Schäden nicht durch ein Herunterfallen entstanden sein konnten.
Zur Zeit von Borchardts Arbeiten in Tell el-Amarna stand Ägypten unter britischer Besatzung und der damalige ägyptische Antikendienst (Service d’Antiquités Égyptiennes, auch Département d’Antiquités), das heutige Supreme Council of Antiquities, unter französischer Leitung. Die Fundteilung dieser Grabungskampagne fand am 20. Januar 1913 gemäß den damals geltenden Bestimmungen „zu gleichen Teilen“ (à moitié exacte) für Ägypten und das die Ausgrabung durchführende Land statt. Borchardt hatte die beiden Teile zusammengestellt, was bis zum Jahr 1914 das Vorrecht des Ausgräbers war. Gaston Maspero, der Direktor des Antikendienstes, beauftragte seinen Mitarbeiter Gustave Lefebvre mit der Regelung der Fundteilung. Der eine Teil enthielt die Büste der Nofretete, der andere, den Lefebvre schließlich für das Ägyptische Museum in Kairo auswählte, den sogenannten Klappaltar von Kairo, ein farbiges Altarbild, das das Königspaar Echnaton und Nofretete mit dreien seiner Kinder zeigt. Laut Borchardt besaß das Museum in Kairo bisher kein Altarbild, wünschte sich jedoch ein solches Fundstück, was ausschlaggebend für seine Zuordnung der Objekte war.
Die Gründe für Lefebvres Entscheidung, den Teil des Fundes mit der „bunten Königin“ Borchardt zuzusprechen und das Altarbild für Ägypten zu wählen, sind unbekannt. Der Ägyptologe Rolf Krauss äußerte die Vermutung, dass Borchardt Lefebvre überzeugen konnte, die Fundteile wegen einer genaueren Untersuchung nicht auseinanderzureißen. Der ehemalige Direktor des Ägyptischen Museums Berlin, Dietrich Wildung, hingegen vertritt die Meinung, dass Ägyptologen damals „eher Texten im Gegensatz zu Büsten einen höheren wissenschaftlichen Stellenwert einräumten“. Borchardt schrieb im Jahr 1918 über Lefebvre, dass diesem die Fundteilung gemäß den Bestimmungen zum einen zu hart erschienen war, er andererseits aber auch eher auf Inschriften und Papyri spezialisiert gewesen sei und deswegen den Wert der Büste nicht erkannt habe. Borchardt berichtete weiter, dass das Ergebnis wohl auch auf seine Geschicklichkeit bei der Verhandlung über die Funde eine Rolle gespielt habe. Kritiker wie Hawass beschreiben diese Situation jedoch als ein Täuschungsmanöver, um den Wert der Büste zu verschleiern, weil sie nur als einfaches Gipsmodell deklariert wurde.
1914 wurde Pierre Lacau Nachfolger von Maspero und führte eine verschärfte Regelung bei der Fundteilung ein: Danach sollten alle einzigartigen Stücke Ägypten zugesprochen werden.

### Stationen der Büste

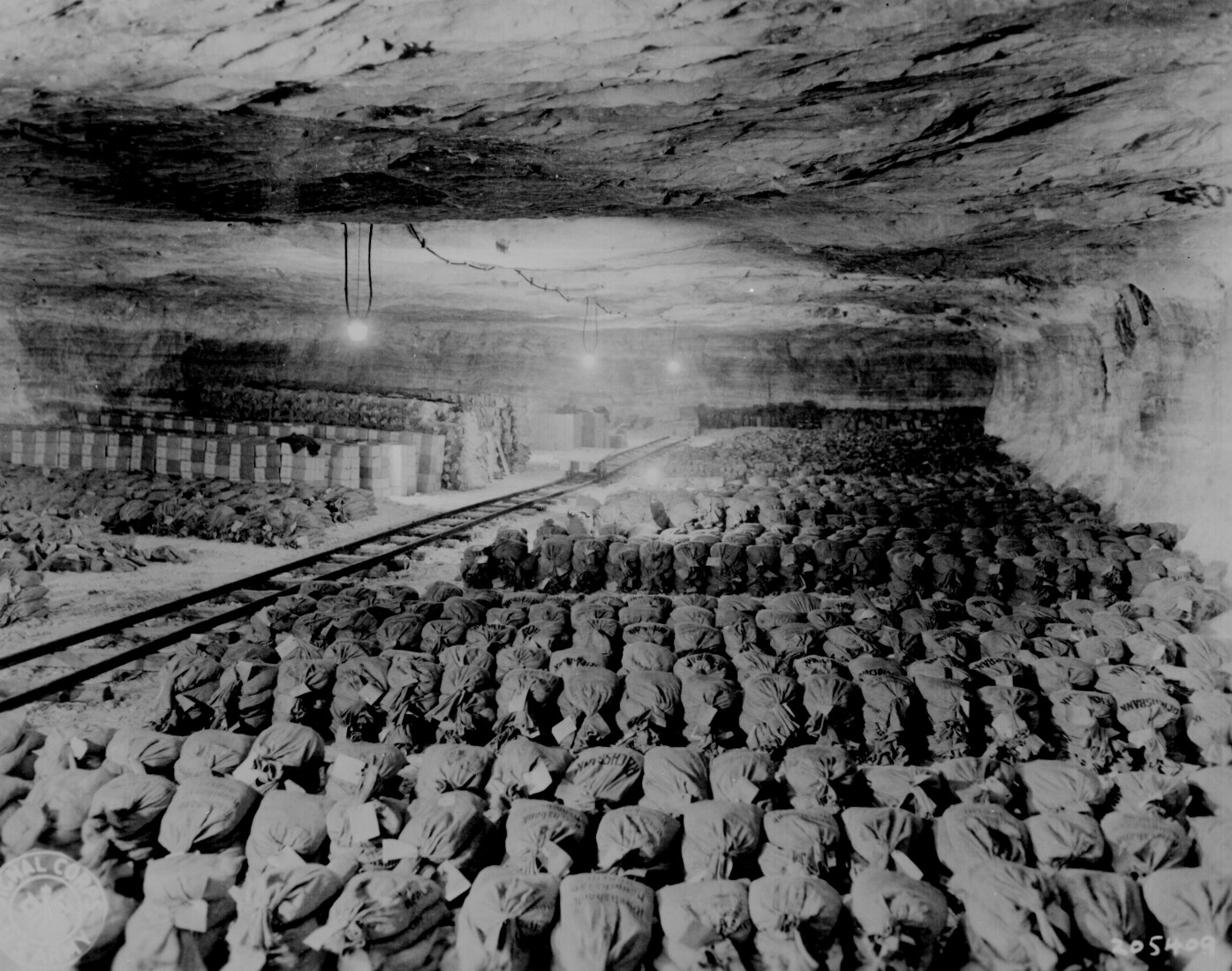
1945: Merkers, Salzbergwerk mit Kunstgütern

1913 erhielt James Simon die Ausfuhrgenehmigung für die Büste von Ägypten nach Deutschland. Sie wurde nach Berlin gebracht und zunächst in Simons Villa im Ortsteil Berlin-Tiergarten, am heutigen Standort der Landesvertretung Baden-Württemberg, aufgestellt. Dort betrachtete sie auch Kaiser Wilhelm II. mehrfach. Borchardt vertrat seit der Fundteilung sehr hartnäckig die Meinung, dass die Büste nicht der Öffentlichkeit präsentiert werden dürfte. Am 11. Juli 1920 wandelte Simon die Dauerleihgabe der Objekte aus der Amarna-Grabung an die Ägyptische Abteilung der königlich preußischen Kunstsammlungen in eine Schenkung an den Freistaat Preußen um. Die Büste wurde entgegen Borchardts ausdrücklichem Wunsch erstmals 1924 im Rahmen der Berliner Tell el-Amarna-Ausstellung auf der Berliner Museumsinsel gezeigt.
Während des Zweiten Weltkrieges wurde die Büste im September 1939 zunächst in einer Kiste mit der Nummer 28 im Tresor der Reichsbank am Gendarmenmarkt aufbewahrt und 1941 in den Flakbunker am Zoo gebracht. Im März 1945 erfolgte die Evakuierung der Kunst- und Kulturgüter aus dem Flakbunker in den Stollen des Salzbergwerkes Merkers in Thüringen. Nach der Besetzung von Merkers durch die US-Streitkräfte am 4. April 1945 wurden die Gegenstände 13 Tage später in die Reichsbank nach Frankfurt am Main gebracht.
Nach dem Zweiten Weltkrieg hatten die US-Amerikaner in Wiesbaden eine Kunstsammelstelle eingerichtet, den sogenannten Central Collecting Point. Die Büste der Nofretete gelangte so in einer Kiste mit der Beschriftung Die bunte Königin von Frankfurt nach Wiesbaden. Der Leiter der Kunstschutz-Offiziere, Walter Farmer, verhinderte eine Ausführung der Büste in die Vereinigten Staaten. Am 12. Mai 1946 wurde auf Initiative von Farmer im Landesmuseum Wiesbaden eine Ausstellung von Berliner Kunstobjekten organisiert, unter denen sich die Büste der Nofretete befand. Der Spiegel berichtete im Januar 1947, dass über 200.000 Besucher die Ausstellung gesehen hatten. 1948 wurde das gesamte Berliner Kunstdepot zur treuhänderischen Verwaltung der Hessischen Landesregierung übergeben. Die Büste war bis 1956 insgesamt zehn Jahre lang in Wiesbaden zu sehen.
Am 22. Juni 1956 erfolgte der Rücktransport der Büste nach West-Berlin, wo sie zunächst in der Gemäldegalerie des Museums in Dahlem ausgestellt wurde. Elf Jahre später wurde die Büste der Königin ins neue West-Berliner Ägyptische Museum im Östlichen Stülerbau in Charlottenburg überführt, wo sie ab der Eröffnung am 10. Oktober 1967 Teil der Ausstellung war. Abgesehen von der ersten CT-Untersuchung, die 1992 im Klinikum Charlottenburg der FU Berlin nahe dem Museum durchgeführt wurde, verblieb sie dort mit der ägyptischen Sammlung bis zum 28. Februar 2005. Danach war die Büste der Nofretete kurzzeitig Teil der Ausstellung Hieroglyphen um Nofretete im Kulturforum Berlin, bevor sie am 13. August 2005 vorübergehend im Alten Museum erneut auf der Museumsinsel zu sehen war. Mit der Wiedereröffnung des Neuen Museums kehrte die Büste der Nofretete am 16. Oktober 2009 an ihren ursprünglichen Standort auf die Museumsinsel zurück.

## Königin Nofretete

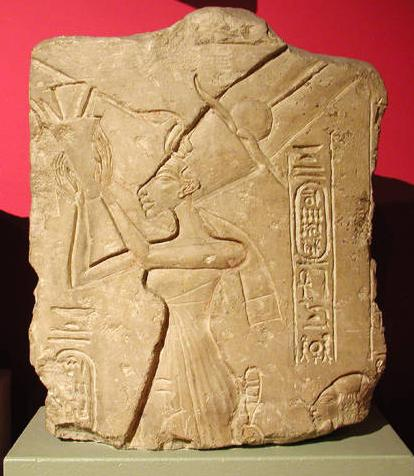
Nofretete bei einem Opfer für Aton, ihrer Namenskartusche geht der Titel „Die Herrin beider Länder“ (Nebet taui) voraus

Nofretetes Herkunft ist unbekannt und die Auffassungen hierüber veränderten sich im Laufe der vergangenen Jahre immer wieder mit der unterschiedlichen Fundlage und Auswertung der Funde. Aufgrund ihres Namens Neferet iiti (Nofretete), der mit „Die Schöne ist gekommen“ übersetzt wird, wurde unter anderem angenommen, Nofretete sei nicht-ägyptischer Abstammung gewesen. Zeitweilig wurde sie deshalb auch mit der hurritischen Prinzessin Taduhepa, einer Tochter des Königs Tušratta, gleichgesetzt. Die meisten Historiker nehmen jedoch an, dass Nofretete die Tochter von Eje, dem vermutlichen Bruder von Königin Teje, und dessen erster Frau war und demzufolge ebenfalls aus Achmim stammte. Da Ejes zweite Frau, Tij, in altägyptischen Inschriften als Amme der Königin bezeichnet wird, ist sie als leibliche Mutter der Nofretete auszuschließen; sie war ihre Stiefmutter. Als ein weiteres Indiz für ihre ägyptische Herkunft wird eine inschriftlich erwähnte Schwester namens Mudnedjemet (auch als Mutbeneret / Mutbelet gelesen) gesehen, die einen hohen Rang am Königshof innehatte und als spätere Gemahlin von König (Pharao) Haremhab gilt.
Nofretete war die Große königliche Gemahlin von König Echnaton, der den Gott Aton in Form der Sonnenscheibe zum einzigen Gott für die ägyptische Königsfamilie erhob und 17 Jahre lang regierte. Sie hatten sechs Töchter: Meritaton, Maketaton, Anchesenpaaton, Neferneferuaton, Neferneferure und Setepenre. Ihr Name wurde ab Echnatons 5. Regierungsjahr zusammen mit dem Beinamen „Schön sind die Schönheiten des Aton“ (Nefer neferu Aton) in einer Kartusche geschrieben. Wissenschaftler der flämischen Katholischen Universität Löwen in Belgien entdeckten am Jahresanfang 2012 in einem Steinbruch nahe Achet-Aton eine Inschrift, die sowohl Nofretete als auch Echnaton in dessen 16. Regierungsjahr („Jahr 16, 3. Monat, Tag 15“) nennt. Der Steinbruch Deir Abu Hinnis diente zu Echnatons Regierungszeit als Hauptlieferort von Material für seine neue Hauptstadt Achet-Aton. Die fünf Zeilen in hieratischer Schrift nennen die Namen Echnatons und bezeichnen Nofretete, deren Name in einer Kartusche geschrieben ist, in der dritten Zeile: „Große königliche Gemahlin, Geliebte, Herrin der Beiden Länder, Neferneferuaton Nefertiti.“ Damit entzieht diese Entdeckung allen bisherigen Hypothesen und Spekulationen die Grundlage über den Verbleib der Königin nach dem 12. beziehungsweise 14. Regierungsjahr Echnatons. Über die Umstände von Nofretetes Tod und ihr Sterbealter ist nichts bekannt.

## Büste
Die Kalksteinbüste trägt keine hieroglyphischen Inschriften. Sie konnte jedoch aufgrund der charakteristischen Krone, die Ludwig Borchardt selbst als „Perücke“ bezeichnete, im Vergleich mit anderen Darstellungen als Porträt der Königin Nofretete identifiziert werden. Die Plastik stammt aus der Regierungszeit Echnatons und ist damit der Zeit der 18. Dynastie (Neues Reich) zuzuordnen. Innerhalb der Amarna-Zeit wird die Entstehung der Büste aufgrund ihrer Gestaltung der sogenannten „späten Amarna-Phase“, also den letzten Regierungsjahren Echnatons, zugeschrieben.

### Datierung
Trotz zeitlicher Zuordnung ist eine zuverlässige Datierung und Altersbestimmung, beispielsweise mittels C-14-Analyse nicht möglich, da die Büste kein beziehungsweise kaum organisches Material aufweist. Allgemein wird heute für die Herstellung der Büste 1340 v. Chr. angegeben, wobei die Angaben im Laufe der Jahre aufgrund der unterschiedlichen Daten zur Ägyptischen Chronologie differierten.
Die verwendeten Farben enthalten zwar organisches Bindemittel, doch mit dem geringen Mischungsverhältnis von 100:1 zu wenig Anteile, um durch eine Untersuchung ein eindeutiges Ergebnis zu erhalten. Eine Möglichkeit wäre, die winzigen Strohanteile, die sich im Bereich der Krone befinden, für eine Analyse zu verwenden, wobei die Materialentnahme minimal sein müsste. Stefan Simon, Materialwissenschaftler des Rathgen-Labors der Staatlichen Museen Berlin, zog als Datierungsmöglichkeit in Betracht, das linke Auge einer genaueren Untersuchung zu unterziehen, um festzustellen, ob sich dort Wachsreste befinden. Andererseits berichtete Der Spiegel bereits 1997, dass der Ägyptologe Rolf Krauss bei Recherchearbeiten im Magazin des Ägyptischen Museums Berlin auf eine alte Wachsprobe gestoßen war, die der Büste vermutlich um das Jahr 1920 von Friedrich Rathgen an der rechten Pupille entnommen worden war, wobei die Büste beschädigt worden war. So sei eine C-14-Analyse möglich gewesen, die zum damaligen Untersuchungszeitpunkt (1997) ein Alter der Büste von 3347 Jahren ergab.

### Verarbeitung und Material
Während Ludwig Borchardt in seinem Tagebuch noch eine Höhe von 47 cm vermerkte, wird sie heute mit 50 cm angegeben. Die Plastik wiegt rund 20 kg und besteht aus einem mit einer bemalten Stuckschicht überzogenen Kalkstein. Die Iris des rechten Auges ist eine Einlegearbeit aus Bergkristall mit einer fein eingeritzten Pupille, die mit schwarzer Farbe unterlegt und mit Bienenwachs befestigt ist. Das Weiß der Augen bildet der verwendete Kalkstein selbst. Die Pupille des linken Auges fehlt und es gibt keine Hinweise an der Büste, dass sie jemals eingesetzt war oder eingesetzt werden sollte.
Ludwig Borchardt ließ eine chemische Analyse der verwendeten Farben durchführen und veröffentlichte die Ergebnisse der Untersuchung 1924 in Porträt der Königin Nofretete. Als Bestandteile wurden festgestellt:
- Blau: Farbiges Glaspulver (Fritte) mit Anteilen von Kupferoxid
- Hautfarbe: Feiner Kalkspatpuder mit Anteilen von rotem Kalk (Eisenoxid)
- Gelb: Auripigment (Arsen(III)-sulfid)
- Grün: Farbiges Glaspulver mit Anteilen von Kupfer- und Eisenoxid
- Schwarz: Kohle, mit Wachs als Bindemittel
- Weiß: Kalk (Calciumcarbonat)

Die Bemalung erfolgte erst nach Abschluss der Oberflächenmodellierung der Gipsauflagen. Aus Mikroskopaufnahmen geht hervor, dass die fünf verschiedenen Farbschichten nacheinander aufgetragen worden waren: blau-weiß, weiß, gelb, blau und schließlich rot.

### Porträt der Königin
Nofretete trägt die für sie auf zahlreichen Darstellungen typische blaue Krone, auch oft als „Helmkrone“ bezeichnet, mit goldenem Stirnband, um die horizontal ein farbiges Band (Diademreif) geschlungen ist, auf der Rückseite mittig zusammenläuft und dort scheinbar von einer Einlage aus Karneol gehalten wird, der von zwei Papyrusdolden umgeben ist. Die hier verwendeten Farben (Gelb, Rot, Blau, Grün) stellen einen Diademreif aus Gold und Edelsteinen dar, wie er sich beispielsweise im Grabschatz des Tutanchamun fand. Über der Stirn befand sich die königliche Uräusschlange, die selbst im Detail nicht mehr erhalten ist, sondern deren ehemalige Existenz nur durch die vergoldeten Überreste an der blauen Krone in ihrer Form nachvollzogen werden kann. Im Nacken verläuft vom Kronenansatz her ein rotes Band, das auf dem oberen Rücken auf dem breiten, polychromen Halskragen (Wesech) aufliegt. Solche im Nacken liegenden Bänder sind ein typisches Attribut in der Kunst nach Echnatons Regierungsantritt. Im Vergleich zu anderen altägyptischen Büsten fehlen die Schultern. Die Büste ist nur bis zum Ansatz der Schlüsselbeine ausgearbeitet.

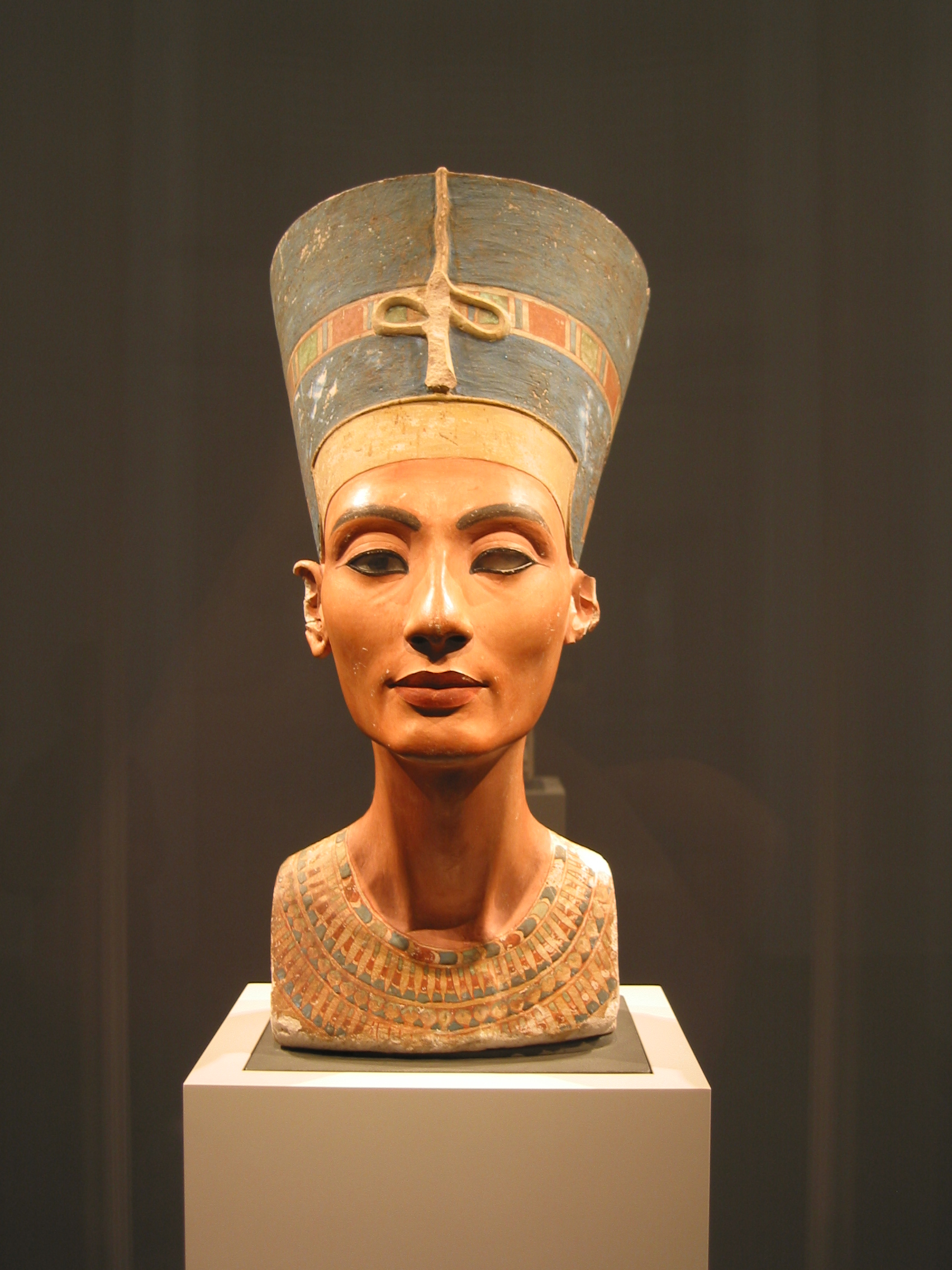
Frontansicht
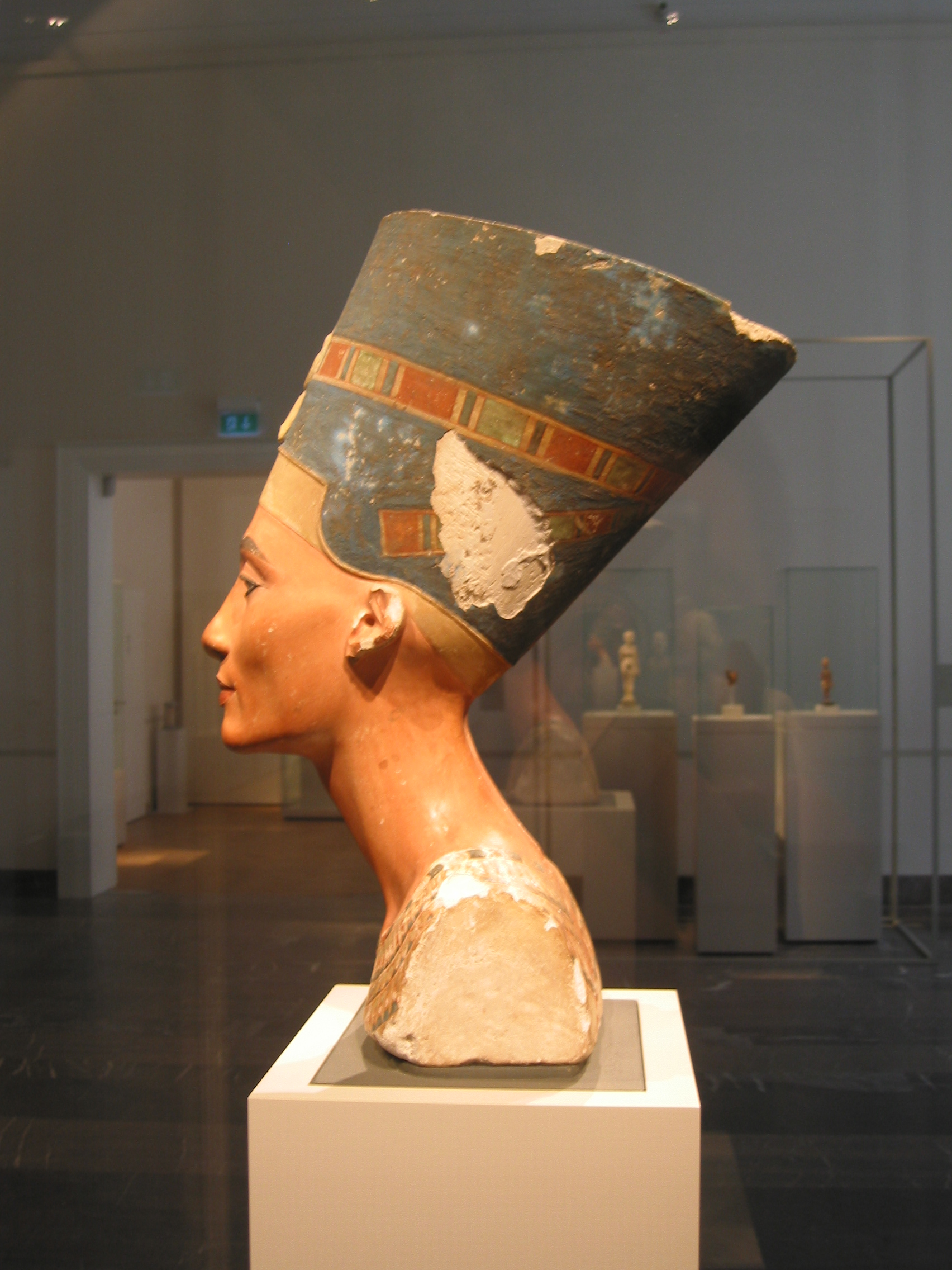
seitlich, links
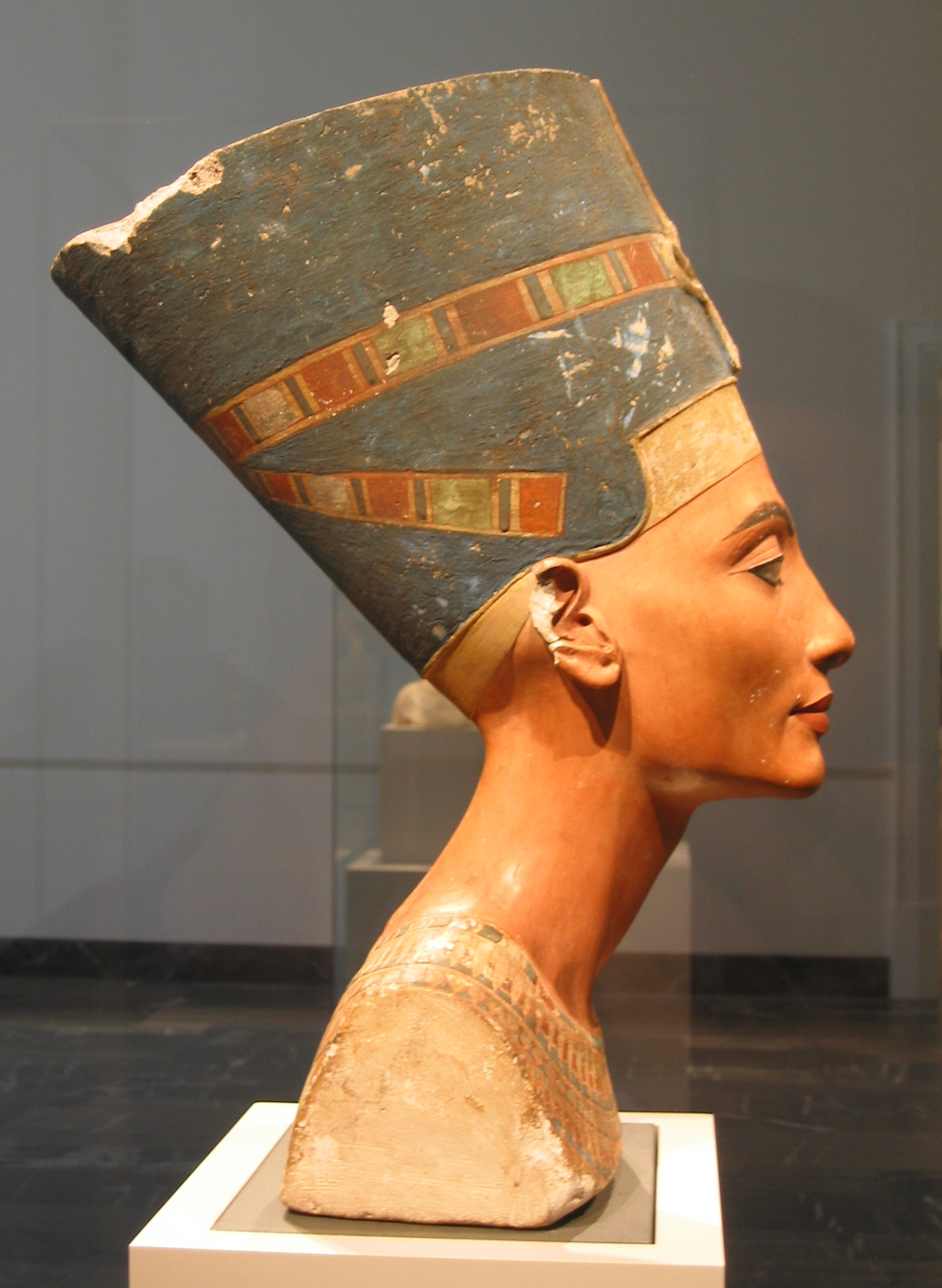
seitlich, rechts
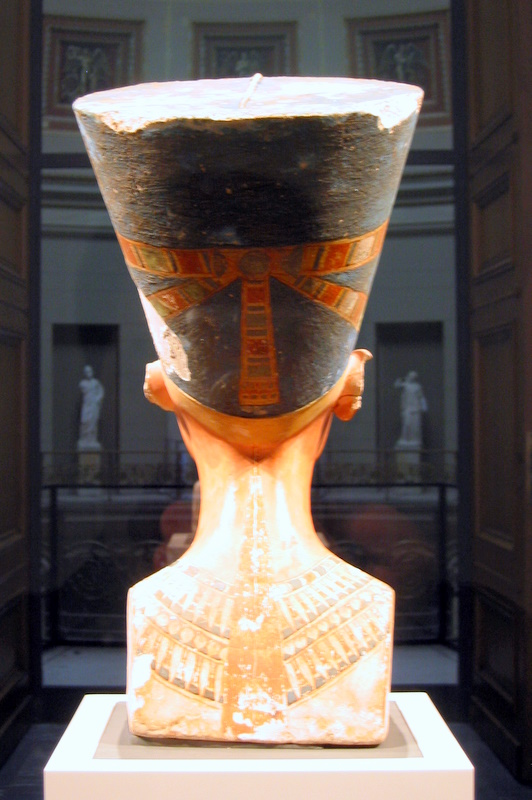
Rückansicht

Ludwig Borchardt beschreibt seinen ersten Eindruck von der Büste in seinem Grabungstagebuch mit der Notiz:

„Farben wie eben aufgelegt. Arbeit ganz hervorragend. Beschreiben nützt nichts, ansehen. […] Jedes weitere Wort ist überflüßig.“

Das Porträt der Königin zeigt ebenmäßige Gesichtszüge mit hohen Wangenknochen, langem und faltenfreiem Hals und sehr schmalen Konturen. Beide Gesichtshälften sind symmetrisch. Der Teint ist rosa-bräunlich und wirkt frisch. Das vollständige Makeup des Gesichts, die Augenbrauen, die mit Kajal umrandeten Lider, die nicht zu vollen Lippen mit einem bräunlichen Rotton lassen das Abbild wie gerade geschminkt erscheinen. In seiner Einzelgestaltung entspricht das Porträt nicht nur dem Schönheitsideal der heutigen Zeit, sondern sie verleiht dem Bildnis der Königin eine ausgeprägte Individualität und Persönlichkeit. Joyce Tyldesley beschreibt die Büste zusammenfassend: „[Thutmosis] … verlieh ihr eine universelle Schönheit, die über alle Grenzen von Rasse und Zeit hinweg ihre Wirkung entfaltet.“

### Wirkung und Faszination der Büste

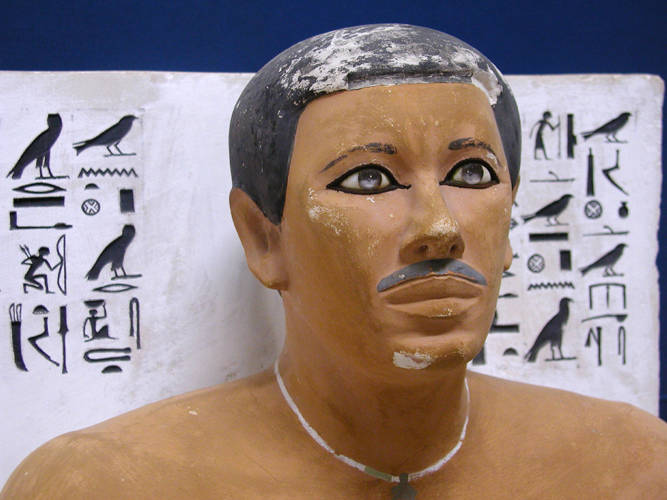
Sitzstatue des Rahotep (Ägyptisches Museum, Kairo, CG 3)

Die Wirkung beziehungsweise Faszination, die die Büste auf den Betrachter ausübt, ist verschiedenen Aspekten zuzuschreiben: dem fast perfekten Erhaltungszustand mit seinen leuchtenden Farben und dem lebendigen Blick des rechten Auges. Die Detailarbeit der Pupille aus Bergkristall ist auch bei dem Statuenpaar von Prinz Rahotep und dessen Gemahlin Nofret aus der 4. Dynastie (Altes Reich) zu finden, für die dieses weltberühmt ist. Die Effekte der Gesamtbearbeitung bewirken eine lebensechte Darstellung und sprechen den Betrachter trotz idealisierender Züge direkt an. Ein weiterer Punkt ist, dass die Büste sowohl einen passiven als auch aktiven Aspekt in sich vereint: Der Kopf und ihr Genick scheinen durch die schwere Krone nach unten gedrückt zu werden, der Hals ist nach vorne gerichtet. Die Anspannung, dem entgegenzuwirken und das Gleichgewicht zu halten, wird durch die hervorgehobene lange Nackenmuskulatur betont. Besonders deutlich wird dies am Hinterkopf unterhalb des Kronenansatzes, am Übergang von Genick zu Kopf.
Die Ägyptologin Julia Samson hielt den Augenblick des Betrachters 1985 mit den Worten fest:

„Alle bleiben verwundert stehen, gebannt von ihrer Erscheinung, manche verharren lange reglos, einige kommen nicht nur einmal, sondern immer wieder zurück, als könnten sie kaum glauben, was sie sehen.“

### Fehlendes linkes Auge
Die Büste der Nofretete hatte die Bildhauerwerkstatt des Thutmosis nie verlassen. Nach Auffinden der Büste wurde sowohl der umliegende Schutt als auch der bereits weggebrachte durchsucht. Kleine Bruchstücke der Ohren wurden beim Durchsieben gefunden, die Einlage für das Auge fand sich jedoch nicht. Borchardt schrieb hierzu in seinem Grabungstagebuch: „Erst viel später sah ich, dass es nie vorhanden war.“ Er ergänzte später, dass keine Spuren von Bindemittel in der leeren Augenhöhle nachweisbar wären, die auf ein eingesetztes Auge hingedeutet hätten. Zudem seien keine Spuren von Bearbeitung erkennbar gewesen.
Die Meinungen zum fehlenden linken Auge der Büste sind sehr unterschiedlich. In der Regel wird beschrieben, das linke Auge der Büste sei vermutlich nie eingesetzt worden und sollte den Arbeitsprozess am Objekt demonstrieren und somit als Modell dienen. Zum einen heißt es, die leere Augenhöhle weise keine Spuren für eine ursprüngliche Anbringung mithilfe eines Haftmittels oder eine Bearbeitung auf, wonach die Einlage bereits bei der Fertigung der Büste gefehlt haben muss. Dorothea Arnold spricht sich dafür aus, anzunehmen, dass das linke Auge nie vorhanden war, solange mikroskopische Untersuchungen keinen Nachweis auf irgendeine Bearbeitung bringen. Nicholas Reeves hingegen sagt, frühere Aufnahmen zeigten in der linken, leeren Augenhöhle sichtbare Spuren des gleichen Farbkörpers wie im rechten. Nach Rolf Krauss war deshalb das Auge vorhanden, später jedoch herausgefallen. Auch Zahi Hawass zufolge wurde die Büste mit beiden Augen gefertigt und das linke später zerstört. Joyce Tyldesley hält es für unwahrscheinlich, dass „ein einzelnes Auge heraus gerissen wurde, um das Andenken der toten Königin zu attackieren“.
Stefan Simon führte aus, dass bisher noch keine Untersuchungen erfolgt seien, durch die sich feststellen ließe, ob sich in der linken Augenhöhle Wachsreste als Bindemittel befinden. Eine Probeentnahme für weitere Analysen hält er aufgrund des Wertes der Büste für unwahrscheinlich. Ergänzend nannte er die leichte Beschädigung unterhalb des Auges, die auf das Heraustrennen der zuvor vorhandenen Pupille aus Bergkristall hindeuten könne. Es fanden sich außerdem im linken Auge blaue Farbspuren, die auch im rechten vorhanden sind.
Dass die Fertigstellung ursprünglich beabsichtigt war, die Büste dann aber ohne linkes Auge unvollendet blieb, könnte daran liegen, dass die Königin starb oder die Stadt Achet-Aton plötzlich verlassen wurde. Es wird aber auch vermutet, dass bewusst kein linkes Auge eingesetzt wurde, weil das Werk nicht für die Aufstellung im königlichen Palast oder einem Tempel angefertigt worden sei, sondern in seiner meisterlichen Verarbeitung als Bildhauervorlage für weitere Büsten von Nofretete gedient haben mag. Hermann A. Schlögl zufolge war es spezifisch für sogenannte „Werkstattmuster“, dass sie unvollständig ausgeführt waren, um es dem Bildhauer zu ermöglichen, „durch die noch nicht fertigen Details oder durch die noch erkennbaren Vorzeichnungen den Herstellungsweg leichter verfolgen zu können.“ Das unvollendete linke Auge diente somit als Vorlage für die Herausarbeitung von Feinheiten der Bildhauerarbeiten am Auge.
Da Nofretete in den zeitgenössischen Aufzeichnungen nach dem Jahr 12 beziehungsweise dem Jahr 13 in der Regierungszeit Echnatons nicht mehr erwähnt wird, wurde einige Zeit in Betracht gezogen, sie sei in „Ungnade“ gefallen, was sich auf die Bearbeitung des Porträts ausgewirkt habe. Auch die Möglichkeit einer Augenerkrankung der Königin wurde vermutet. Eine 2012 entdeckte hieratische Inschrift im Steinbruch von Deir Abū Ḥinnis hingegen nennt ein „Jahr 16, 3. Monat, Tag 15“ in der Regierungszeit Echnatons. Im Vergleich zu anderen Porträts oder Reliefdarstellungen der Königin ist die Büste der Nofretete das bisher einzige Objekt, dem das linke Auge fehlt.
In Romanen um Nofretete und Echnaton oder in populärwissenschaftlicher Literatur wurde das Fehlen des linken Auges ebenfalls aufgegriffen. So folgt Philipp Vandenberg in seinem Buch Nofretete von 1975 der Vermutung der Ägyptologen dieser Zeit, dass das Porträt der Königin unvollendet blieb. Seiner Mutmaßung nach habe der Bildhauer Thutmosis das Bildnis aus verschmähter Liebe nicht vollendet, um die Königin zu bestrafen. Christian Jacq lässt in seinem Roman Nofretetes Tochter die Große königliche Gemahlin Echnatons erblinden, bevor sie stirbt.

### Untersuchungen

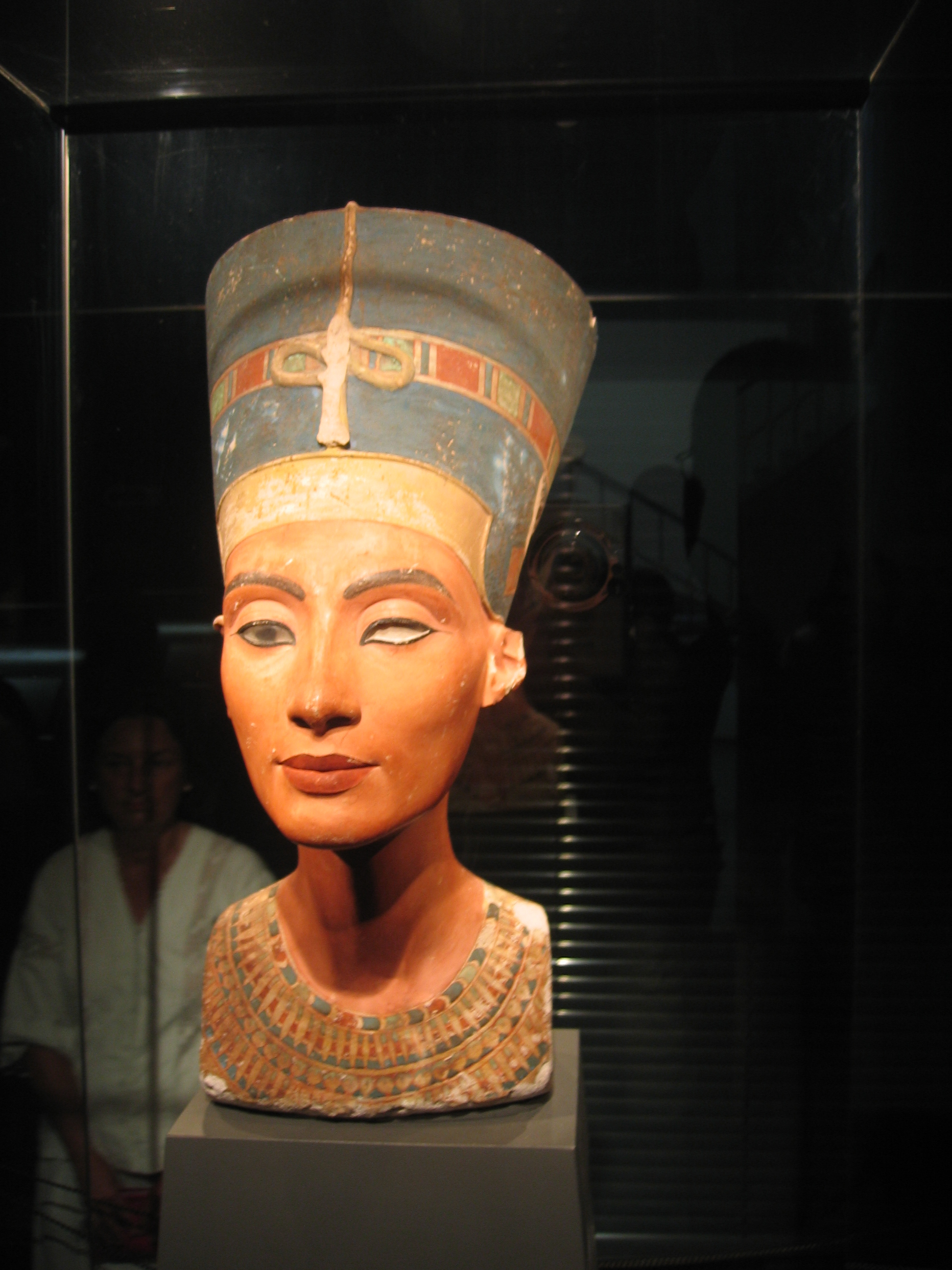
Ausleuchtung im Östlichen Stülerbau

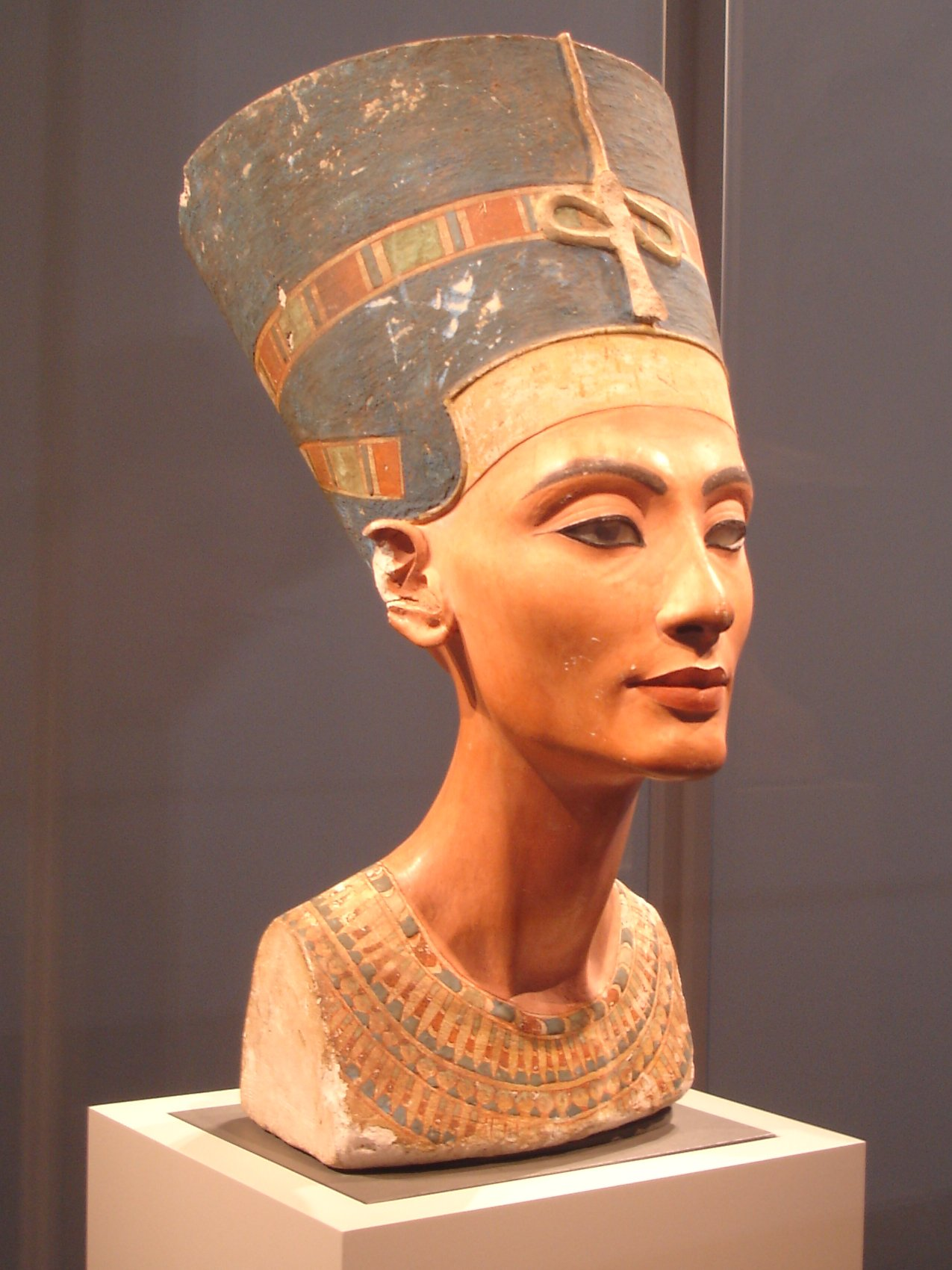
Ausleuchtung im Alten Museum

Die erste Untersuchung der Büste führte in den 1920er Jahren Friedrich Rathgen durch. Die Ergebnisse veröffentlichte Ludwig Borchardt 1924. Der Bildhauer Richard Jenner untersuchte die Büste 1925 während seiner Restaurierungsarbeiten. Weitere Analysen und Vermessungen folgten 1950, 1969 und 1982. 1986 wurde das von Borchardt veröffentlichte Ergebnis zur Gipsauflage korrigiert. Die neuere chemische Untersuchung ergab, dass es sich um eine sogenannte Gips-Anhydrit-Mischung (Stuck) handelte, die auch an anderen Objekten aus der Amarna-Zeit festgestellt wurde. 1989 wies der Ägyptologe Rolf Krauss nach, dass die Büste präzise nach den Vorgaben eines Rastersystems gearbeitet worden war. Der Maßstab beträgt 26 Fingerbreiten von jeweils 1,875 cm und ergibt die Gesamthöhe von knapp 50 cm.
Die Büste wurde bisher zwei Mal mittels Computertomographie (CT) untersucht (1992 und 2006), um die Herstellungstechnik und den Erhaltungs- beziehungsweise Schadenszustand zerstörungsfrei zu ermitteln. Bereits 1990 wurde der Porträtkopf der Königin Teje (ÄMP 21834) auf diese Weise einer genauen Analyse unterzogen. Er zählt als das zweite Hauptkunstwerk der ägyptischen Kunst im Ägyptischen Museum Berlin.
Aufgrund einiger Abplatzungen der dünnen Gipsschicht auf der linken Seite der blauen Krone und den sichtbaren Stuckschichten an den Schultern war bekannt, dass der Kern der Büste aus Kalkstein besteht und mit Gips überzogen und bearbeitet war. Rudolf Anthes erwähnte das bereits 1961 in The Head of Queen Nofretete. Die Untersuchungen wurden 1992 in der Röntgenologischen Abteilung des Klinikums Charlottenburg der Freien Universität Berlin durchgeführt und ergaben ein exaktes Bild dieser Bearbeitungen. Es wurde festgestellt, dass die Unebenheiten und Mängel des Kalksteinkerns mit den Feinarbeiten durch den darübergearbeiteten Stuck ausgeglichen wurden. So sind die Schultern im Kalksteinmaterial nicht auf gleicher Höhe und der Nacken länger und dünner. Auch die blaue Krone war ursprünglich straffer als in dem Abbild der jetzigen Büste.
Die Horizontalbilder in Augenhöhe ermöglichten zudem eine Dichtemessung des Materials hinter dem Bergkristall des rechten Auges. Die festgestellte Dichte entsprach dem von menschlichem Fettgewebe und ließ vermuten, dass es Wachs ist. Die erheblichen Korrekturen des Kalksteinkerns durch die Stuckbearbeitungen ließen außerdem den Schluss zu, dass es sich bei der Büste um ein Bildhauermodell handelt. Vergleichsweise fanden sich bei Skulpturen oder Statuen in Gräbern oder Tempeln keine derartig massiven Nacharbeiten mit dem Material Gips.
Aufgrund der technischen Fortschritte wurde die Büste deshalb 14 Jahre später nochmals in Zusammenarbeit von National Geographic und Siemens Medical Solutions unter Leitung von Alexander Huppertz, dem Leiter des Imaging Science Instituts (ISI) der Berliner Charité, und Aufsicht von Dietrich Wildung erneut mittels CT gescannt. Die 2006 durchgeführte Untersuchung ermöglichte es, die Strukturen des Kalksteinkerns der Büste deutlicher zu erkennen, und stellte diese sehr viel detaillierter dar als die erste Untersuchung 1992.
Dietrich Wildung beurteilte die Untersuchungen der Büste:

„Das Portrait, das der Kalksteinkern abbildet, ist nicht sehr charakteristisch. Die Büste selbst wirkt individueller, hat faszinierendere Gesichtzüge.“

So zeigte der Kern der Büste „einen dürren langen Hals und schiefe Schultern“. Es gab etliche Nacharbeiten durch aufgetragenen Gips, teilweise mit einer Dicke von bis zu 4 cm. Einerseits wurden so Korrekturen des gemeißelten Kalksteins vorgenommen, andererseits wurden durch den aufgetragenen Gips in der letzten Schicht in der Wangenpartie unterhalb der Augen nachträglich sehr feine Falten eingearbeitet. Wildung bezeichnete es als „einen typischen Prozess im Bildhaueratelier“. Diese nachträglichen Feinarbeiten am Gips zeugen von einer sorgfältigen Bearbeitung des Gesichts der Königin. Um das Bildnis der Nofretete besser zur Geltung zu bringen, wurde die Büste bei der neuen Präsentation im Alten Museum anders ausgeleuchtet als bisher. Sie erschien jetzt nicht mehr als das „hübsche Mädchen“, sondern als reife, ältere Frau.
Bei Vergleichen der Analysen der CT-Aufnahmen von 1992 und 2006 und weiteren Auswertungen der Bilddaten kamen Mitarbeiter der Bundesanstalt für Materialforschung und -prüfung jedoch zu einem anderen Ergebnis: Es gebe kein zweites Gesicht der Nofretete, ein solches existiere nur virtuell. Alexander Huppertz wies die Vorwürfe zu der von ihm durchgeführten Untersuchung und den Ergebnissen als haltlos zurück: „Dass das ursprüngliche Gesicht exakt so aussieht wie auf seinem 3-D-Scan, will er nicht beschwören. Aber ich bin überzeugt, dass es das Gesicht gegeben hat.“

### Erhaltungszustand
Die Büste ist bis auf wenige Beschädigungen, wie die fehlende Uräusschlange auf der Vorderseite der Krone über der Stirn, Teile beider Ohren oder eine größere oberflächliche Ausplatzung der Gipsschicht auf der linken Seite der Krone und leichten Bruchkanten an der linken Schulter, sehr gut erhalten. Kleine Bruchstücke der Ohren konnten durch Restaurierungsarbeiten 1925 wieder angefügt werden. Wie auch die Pupille des linken Auges wurde die abgeplatzte Uräusschlange nicht im Schutt gefunden. Die Bemalung ist im Originalzustand und wurde bisher keiner Restaurierung unterzogen.
Die Kalksteinbüste war in den Jahren seit ihrer Entdeckung durch ihre verschiedenen Stationen immer wieder unterschiedlichen Einflüssen ausgesetzt gewesen. Ihre Aufenthaltsorte waren von Erschütterungen, Temperaturschwankungen und Feuchtigkeit geprägt. Der Ägyptologe Barry Kemp leitete seit 1977 das Amarna Project und vermerkte 2007 zu den einzelnen Stationen der Büste, „es sei ein Wunder, dass sie als intakte, wunderschöne Statue erhalten geblieben ist“.
Die Untersuchung aus dem Jahr 2006 ergab außerdem eine schlechte Anbindung der verwendeten Materialien (Kalkstein und Stuck) miteinander. Durch diese Inhomogenität sei die Büste nicht nur anfällig für Vibrationen, Berührungen oder Erschütterungen, sondern mache auch eine Sanierung unmöglich.
Laut Materialwissenschaftler Stefan Simon ist aber auch der Zustand der Malschicht in besorgniserregendem Zustand. Unterschiedliche Studien zeigen die Farbverluste der Büste nach 1913 und nach 2005, wobei die Farbverluste nach dem Entdeckungsjahr am stärksten waren. Die Bemalung der Büste habe zudem im Rahmen der Kunstaktion für die Biennale in Venedig ebenfalls Schäden erlitten. Um in Zukunft weitere Verluste der aufgetragenen Farben zu vermeiden, erhielt die Büste einen neuen Unterbau aus Edelstahl als Sekundärmontage, durch den sie berührungsfrei bewegt werden kann.
Als weiterer Schutz zur Erhaltung der Farbpigmente ist seit Februar 2010 das Fotografieren der Büste untersagt, da das Porträt der Königin trotz Verbotsschildern immer wieder mit Blitzlicht fotografiert worden war.

## Büste und Amarna-Kunst
Obwohl alle Fundstücke im Areal des Grabungskomplexes P 47 einmalig in ihrer Ausarbeitung sind, ist die Büste der Nofretete aus dem Atelier des Bildhauers Thutmosis innerhalb dieser Gruppe und von allen zehn dort gefundenen Köpfen der Nofretete die herausragendste Arbeit: Sie ist das einzige bemalte und fein ausgearbeitete Porträt und zählt als Meisterwerk der altägyptischen Kunst. Die Kalksteinbüste hebt sich in ihrer Ausführung nicht nur von Darstellungen aller ägyptischen Epochen ab, sondern auch von allen anderen Porträts, Reliefs, Statuen oder Standfiguren aus der Amarna-Zeit. Im Gegensatz zu den in den Anfängen der Amarna-Kunst überzogen und teilweise grotesk oder hässlich wirkenden Darstellungen des Königs, der Königin und der Kinder ist die lebensgroße Büste der Nofretete in ihren Proportionen symmetrisch und wirkt vom Ausdruck her weicher.
Die Form der Büste ist für eine altägyptische Plastik sehr ungewöhnlich, denn in der Regel wurde der Kopf einer Person einzeln gearbeitet, um ihn später mit einem Körper aus anderem Material zusammenzufügen. An dieser Büste weisen keinerlei Spuren, wie beispielsweise sogenannte „Zapfen“ zum Zusammenstecken, darauf hin, dass sie jemals für eine Kompositstatue der Königin gedacht war.
Im Vergleich zu anderen plastischen Darstellungen der Königin ist diese Ausarbeitung einzigartig. Dorothea Arnold unterscheidet insgesamt fünf Darstellungstypen unter den Porträts der Königin:
- The Definite Image – Das „Idealbildnis“ (Berlin Nrn. 21300 und 21352)
- The Ruler – die „Herrscherin“ (Ägyptisches Museum Kairo, JE 45547)
- The Beauty – die „Schönheit“ (Berlin, Nr. 21220)
- Nefertiti in Advanced Age – die „Ältere“ (Berlin, Nr. 21263) und
- The Monument – das „Denkmal“ (Berlin, Nr. 21358).

Die Büste der Nofretete (Nr. 21300) zählt zu den Idealbildnissen. Auch andere Ägyptologen sehen in der Berliner Büste ein idealisierendes Abbild der Nofretete.
Rolf Krauss bezeichnet die Berliner Büste als „ganz und gar konstruiert“ und vermerkt: „Kein menschliches Gesicht hat solche mathematisch exakt festgelegten Proportionen. Nofretetes Kopf ist ein Idealbild.“ Er stellte anhand eines Rasters fest, dass die Basismaße der Büste etwa einen Finger breit (1,875 cm) betragen. Dies sind die kleinsten verwendeten Maße in Längsausrichtung im Alten Ägypten. Im Vergleich hierzu wiesen die zuvor verwendeten Maßeinheiten im Zeichenraster eine Größe von etwa vier Fingern breit auf, einer Handfläche (7,5 cm) entsprechend. Unter Kunsthistorikern wurde die perfekte Symmetrie der Büste immer wieder betont. So liegen das Kinn der Königin, der Mund, die Nase und die auf ihrem Haupt thronende Uräusschlange ohne jegliche Abweichung in einer vertikalen Achse des Gesichts. Diese Exaktheit betrifft jedoch nur das Gesicht des Königinnenporträts. Die Ausarbeitungen der Krone auf beiden Seiten stimmen in der Symmetrie ebenso wenig überein wie die beiden Schulteransätze. Die linke Seite der Krone ist beispielsweise etwas breiter als die rechte und die rechte Schulter etwas weiter gearbeitet als die linke. Die Symmetrie des Gesichts wird besonders bei spiegelverkehrter Betrachtung deutlich, da beide Seiten völlig gleich erscheinen. Die Königinnenbüste hat damit innerhalb der Amarna-Kunst eine Schlüsselposition, da sie sich von allen bisherigen Darstellungen durch ein strenges „numerisches“ System abhebt. „Sie stellt unzweifelhaft den Prototyp eines neuen Gesichts der Königin in seiner reinsten Form dar.“

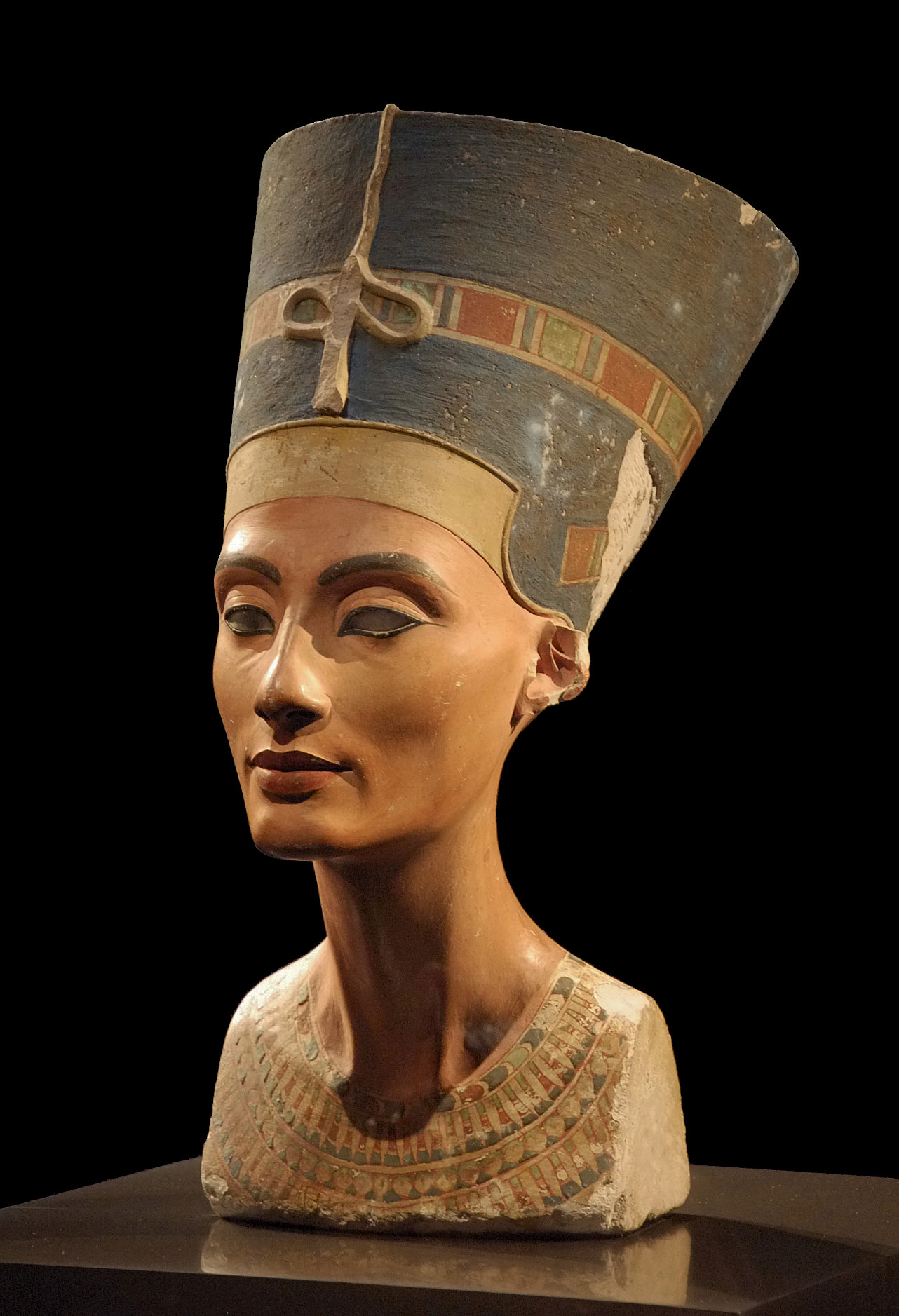
„das Idealbildnis“ (Berlin, Nr. 21300, Kalkstein, Höhe 50 cm)
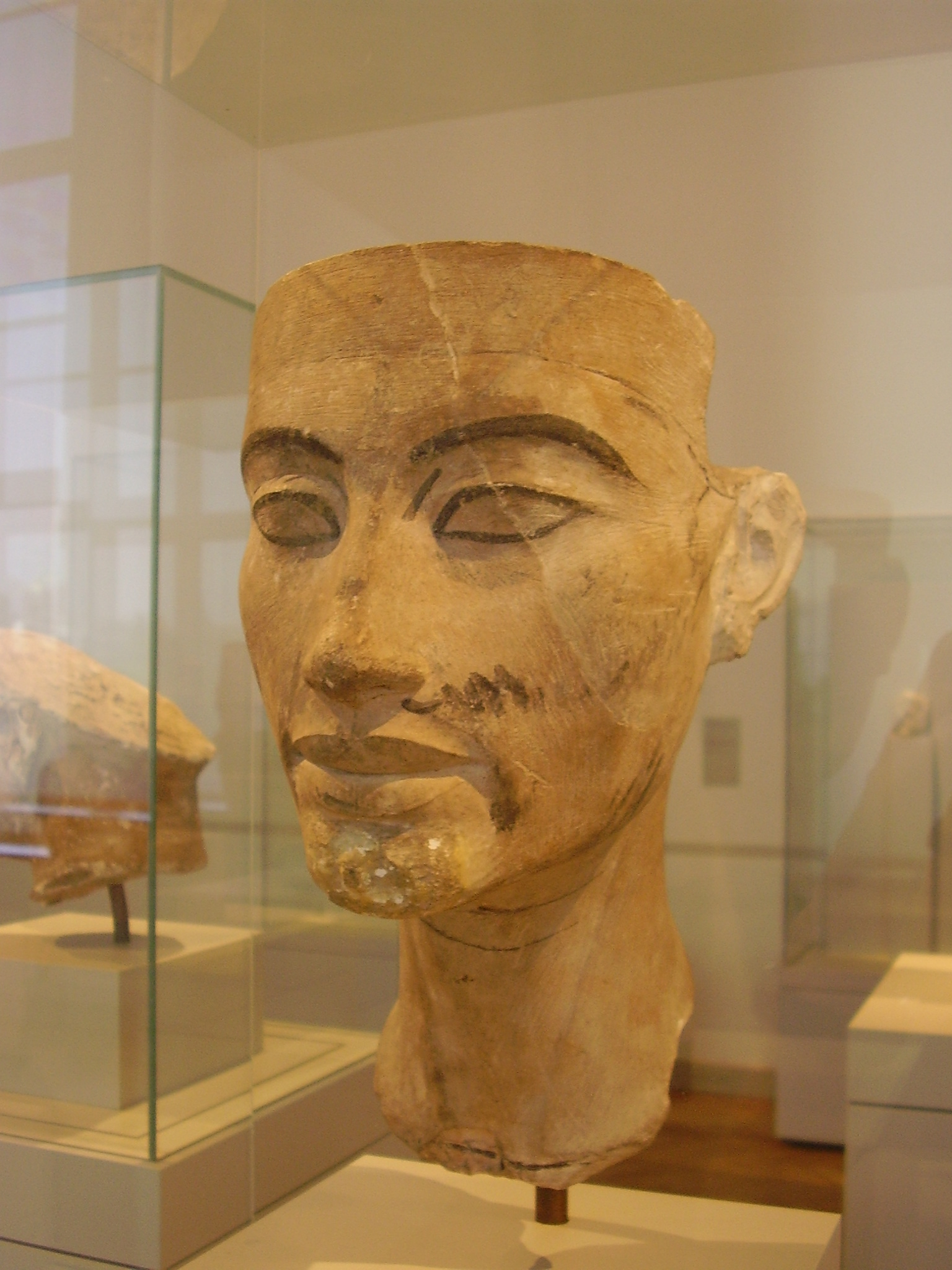
„das Idealbildnis“ (unvollendet) (Berlin, Nr. 21352, Kalkstein, Höhe 29,8 cm)
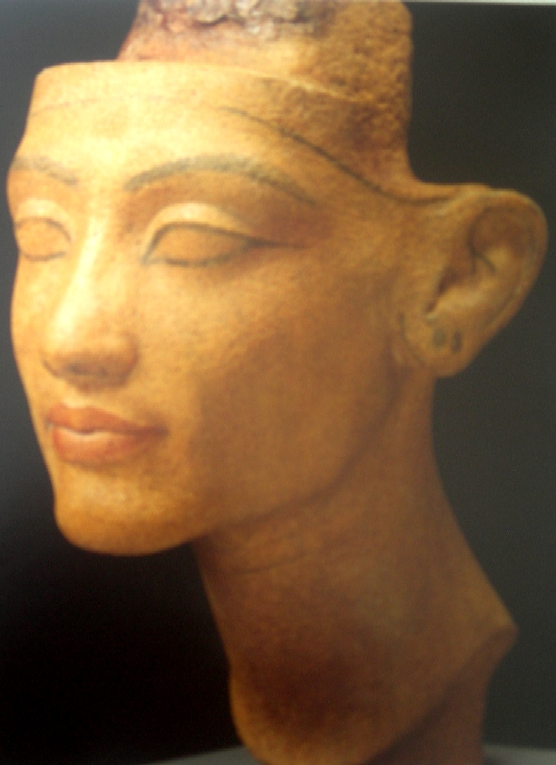
„die Schönheit“ (Berlin, Nr. 21220, Quarzit, Höhe 30 cm)
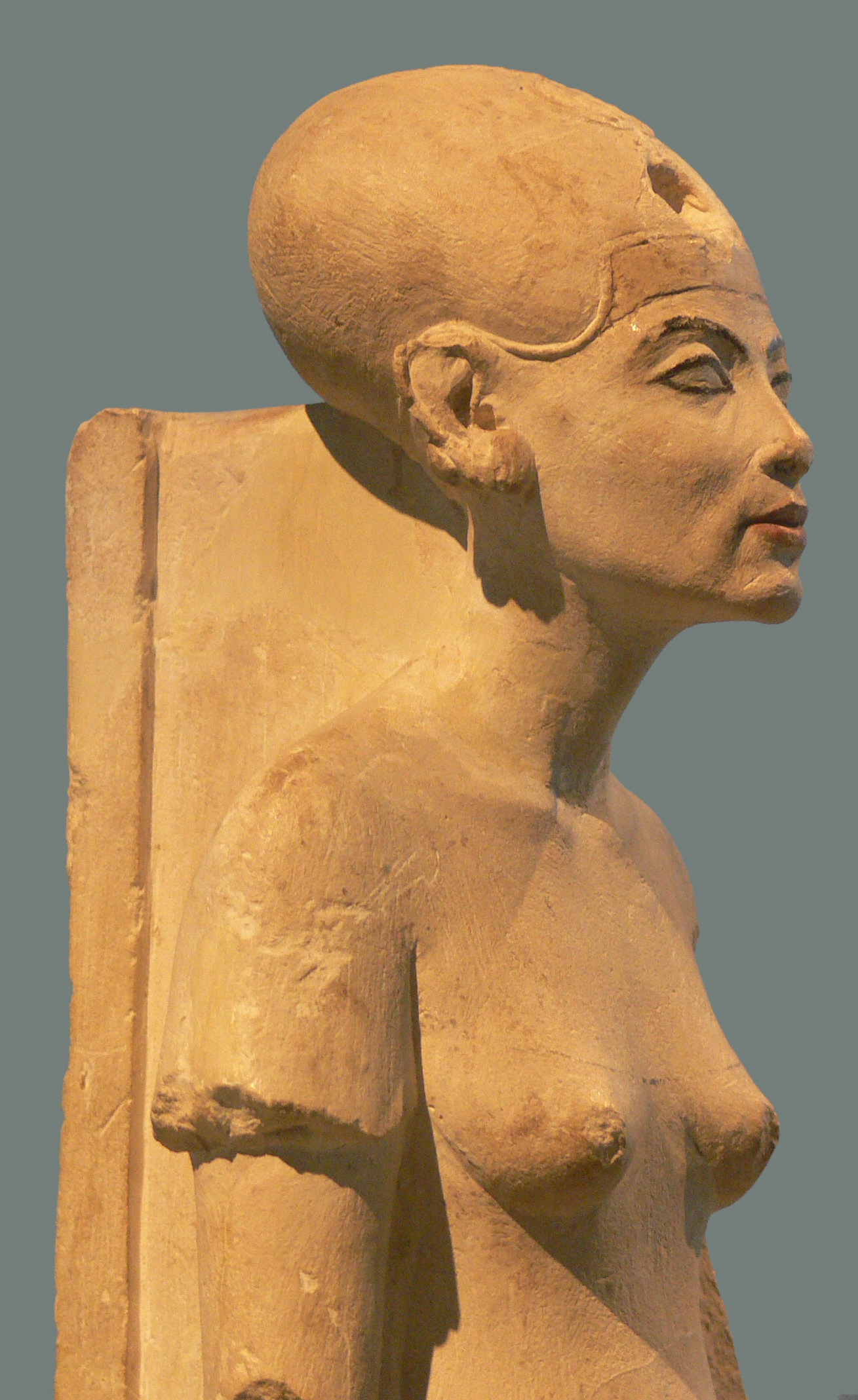
„die Ältere“ (Berlin, Nr. 21263, Kalkstein, Höhe 40 cm)
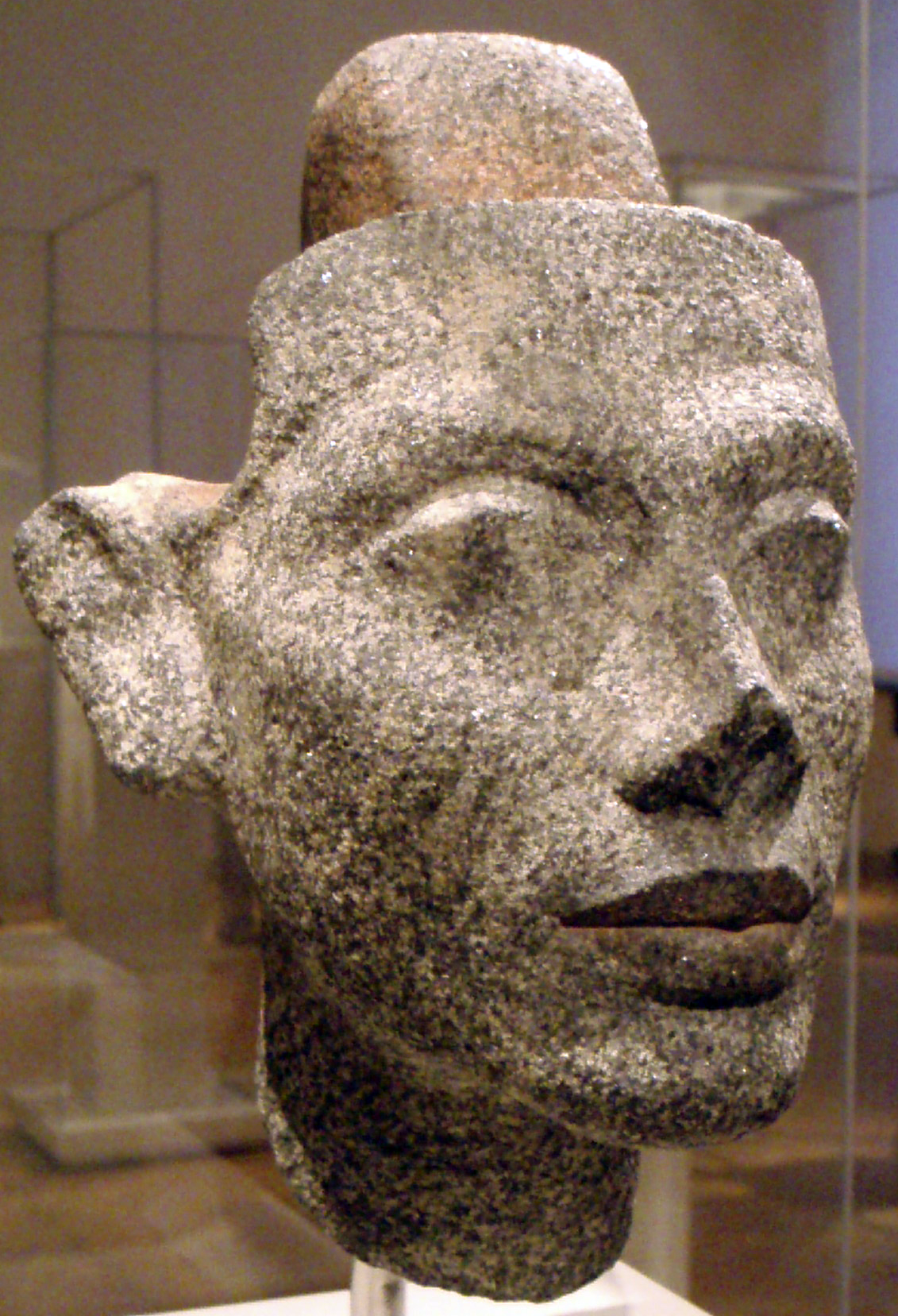
„das Denkmal“ (Berlin, Nr. 21358, Granit, Höhe 23 cm)

Trotz zahlreicher Darstellungen der Königin in Form von Reliefs, Porträtköpfen oder Statuen ist das wahre Aussehen von Nofretete unbekannt.

## Ausleihe- und Rückgabeforderungen

### Nach der ersten Ausstellung 1924
Die erste Rückgabeforderung Ägyptens erfolgte nach der ersten öffentlichen Ausstellung der Büste im Jahr 1924 im Neuen Museum in Berlin. Pierre Lacau, Nachfolger von Gaston Maspero im Amt des Direktors des ägyptischen Antikendienstes (Service d’Antiquités Égyptiennes) und des Ägyptischen Museum Kairos verlangte die Büste sofort zurück. Die ägyptische Regierung schloss sich seiner Forderung an. Lacau zweifelte die rechtmäßige Fundteilung zu gleichen Teilen nicht an, nannte aber für die Rückgabeforderung „moralische“ Gründe. Im darauffolgenden Jahr erhielt Borchardt keine Grabungslizenz in Ägypten.
Der Schriftführer der Deutschen Orient-Gesellschaft, Bruno Güterbock, der am Tag der Fundteilung in Amarna zugegen gewesen war, berichtete am 12. August 1924 einem Kollegen in einem Privatbrief mit dem Vermerk „streng vertraulich!“, mit welcher Taktik es dem Ausgräber Borchardt gelungen war, „die Büste für uns zu retten“. Güterbock urteilt, dass „auftauchende Zweifel an dem rechtmäßigen Erwerb“ allein Borchardt „verschuldet“ habe. Kurz zuvor war die Figur erstmals in Berlin der Weltöffentlichkeit präsentiert worden.
1929 besuchte Pierre Lacau Berlin, und der damalige Direktor des Ägyptischen Museums der Staatlichen Museen zu Berlin, Heinrich Schäfer, war bereit, die Büste an Ägypten zurückzugeben. James Simon, der die Büste 1920 zusammen mit anderen Fundstücken aus Amarna den Berliner Museen geschenkt hatte, erklärte sich damit einverstanden und Ägypten unterbreitete ein Angebot: eine Statue des Ranefer (Altes Reich) und eine Sitzstatue des Amenophis, Sohn des Hapu (Neues Reich) im Austausch für die Büste der Nofretete. Borchardt bestand jedoch darauf, dass die Sammlung aus Forschungsgründen nicht auseinandergerissen werden solle. Das Ministerium für Wissenschaft, Kunst und Volksbildung stimmte zu dieser Zeit einer Rückgabe im Austausch zu. Die öffentliche Meinung war jedoch, dass die Büste der Nofretete in Berlin bleiben solle. 1930 entschied sich das Ministerium unter der Leitung von Adolf Grimme gegen einen Austausch.

### Zeit des Nationalsozialismus
Zum Jahrestag des Regierungsantritts von König Fu'ād I. plante 1933 der preußische Ministerpräsident Hermann Göring die Rückgabe der Büste, was anscheinend aus propagandistischen Gründen auch von Joseph Goebbels unterstützt wurde. Adolf Hitler hingegen erklärte die Büste der Nofretete im selben Jahr in einer Rede zur Ikone: „Ich werde den Kopf der Königin niemals aufgeben. Es ist ein Meisterwerk, ein Juwel, ein wahrer Schatz.“ Der Reichskanzler plante ihr zu Ehren in der neugestalteten und in Germania umbenannten Stadt Berlin ein neues großes Museum zu errichten, das einen kompletten Saal nur für die Büste vorsah, und untersagte die Rückgabe.
Anfang 1945 wurde die Büste zusammen mit anderen Kunstschätzen der Berliner Museen in den Schachtanlagen des Werra-Fulda-Kalireviers in der Nähe thüringischen Ortschaft Merkers deponiert, wo sie im April von amerikanischen Truppen der 3. US-Armee als Teil des sogenannten Reichsbank-Goldschatzes sichergestellt wurde.

### Nach dem Zweiten Weltkrieg
1945 kam es zu einem innerdeutschen Konflikt um die Besitzansprüche der Büste. Die Vertreter der sowjetischen Besatzungszone gaben an, die während des Krieges verlagerten Altbestände der Staatlichen Museen würden ihnen unrechtmäßig vorenthalten. Die Forderung nach einer Rückkehr von Kunst- und Kulturgütern an die Vorkriegsstandorte erfolgte nach dem sogenannten Provenienzprinzip. Die Vertreter der westlichen Zone hingegen beriefen sich auf die bundesdeutsche Rechtslage und verweigerten die Ausfuhr der Büste und aller anderen in West-Berlin befindlichen Objekte der Staatlichen Museen in die östliche Zone.
Nach Ende des Zweiten Weltkrieges meldeten auch verschiedene amerikanische Museen ihr Interesse an den deutschen Kunstschätzen an. Das Metropolitan Museum of Art in New York war an der Büste der Nofretete interessiert, deren Ausfuhr in die Vereinigten Staaten vom Kunstschutzoffizier Walter I. Farmer verhindert wurde. Nach der Ausstellung der Büste der Nofretete mit anderen Kunstgegenständen im Landesmuseum Wiesbaden im Jahr 1946 erhob Ägypten abermals Ansprüche auf das Porträt der Königin. Es war geplant, dass die Büste ihren endgültigen Platz im Ägyptischen Museum von Kairo erhalten solle. Es folgten Verhandlungen zwischen ägyptischen und amerikanischen Gesandten. Das Ergebnis der Untersuchung durch die amerikanische Militärregierung war, dass die Büste nicht zu den von den Nationalsozialisten entwendeten Kunstgegenständen zählte und im Jahr 1913 „ordnungsgemäß“ nach Berlin gebracht worden war. Die Presse verkündete 1947, dass die Büste der ägyptischen Königin in Deutschland bleibt.
In den vergangenen Jahren, insbesondere ab den 2000er Jahren, wurde die Büste der Nofretete von unterschiedlicher Seite mehrfach als Leihgabe an Ägypten zurückgefordert. Außer dem ehemaligen Generalsekretär der ägyptischen Altertümerverwaltung (Supreme Council of Antiquities), Zahi Hawass, bat 2006 auch die Direktorin des Ägyptischen Museums in Kairo, Wafaa el-Saddik, um eine Ausleihe. Der ägyptische Botschafter, Mohamed Al-Orabi, nannte die Büste der Nofretete zur Eröffnungsfeier des Ägyptischen Museums im Alten Museum noch „Ständige Vertreterin Ägyptens in Deutschland“, forderte aber 2008 ebenfalls eine Ausleihe an Ägypten und die Einrichtung einer „Ägyptisch-Deutschen Kommission zur Transportfähigkeit der Nofretete“. Zahi Hawass äußerte 2007 die Bitte, die Büste für eine Ausstellung für drei Monate zur Eröffnung des neuen Ägyptischen Museums bei den Pyramiden auszuleihen. In diesem Zusammenhang verwies der damalige Museumsdirektor Dietrich Wildung darauf, dass Deutschland die Gründung eines Museums für „Europäische Kunst“ im ägyptischen Alexandria plane, das ein Dank der europäischen Länder an Ägypten sei.
Im Jahr 2007 fand die Kampagne „Nofretete geht auf Reisen“ statt. Die CulturCooperation e. V. forderte die Bundesregierung in einem Brief an den Staatsminister für Kultur und Medien, Bernd Neumann, auf, die Büste an Ägypten auszuleihen. Die mögliche Ausleihe der Büste stieß im Deutschen Bundestag auf Ablehnung. So erklärte der Kulturausschuss des Bundestages am 26. April 2007 in Berlin, der Umgang mit der Kalksteinbüste müsse aus konservatorischen und restauratorischen Gründen äußerst sorgsam sein. Am 9. Mai 2007 erging von der Bundestagsabgeordneten Evrim Baba eine Kleine Anfrage mit dem Titel „Koloniale Raubkunst“ und im August desselben Jahres unter dem Titel „Nofretete geht auf Reisen“. Auf die erste Anfrage folgten seitens der Stiftung Preußischer Kulturbesitz Antworten und Richtigstellungen zu den in der Kampagne getroffenen Aussagen.
Allerdings gab es in den letzten Jahren seitens Hawass auch vermehrt direkte Rückgabeforderungen der Büste, da Ägypten damals über deren Wert getäuscht worden sei und sie das Land deshalb illegal verlassen habe. In Ägypten sei dazu eine Kommission zur Überprüfung des Sachverhaltes und der damaligen Papiere eingesetzt worden. Zur Eröffnung des Neuen Museums in Berlin im Oktober 2009 erklärte Zahi Hawass öffentlich:

„Ich werde mich in Kürze dazu äußern, nicht jedoch vor der Museumseröffnung am Freitag. Sollten unsere Nachforschungen ergeben, dass die Nofretete Ägypten legal verlassen hat, werde ich nichts mehr sagen. Wenn sie Ägypten illegal verlassen hat, wovon ich überzeugt bin, werde ich sie von Deutschland offiziell zurückfordern.“

Zum Besuch der neuen Direktorin des Ägyptischen Museums Berlin, Friederike Seyfried, bei Zahi Hawass in Kairo, wies die Stiftung Preußischer Kulturbesitz im Dezember 2009 darauf hin, dass es sich dabei nicht um Verhandlungen zur Büste der Nofretete handele. Es habe auch nie ein offizielles Gesuch seitens des ägyptischen Staates zur Rückgabe gegeben. Ob die Plastik für eine zeitlich befristete Ausstellung zur Verfügung gestellt würde, wird noch geprüft. Als ausschlaggebend werden für eine Ausleihe allein die Ergebnisse der konservatorischen Untersuchungen zur Transportfähigkeit der Büste gesehen.

### Gegenwart
Im März 2010 gab Seyfried bekannt, dass nach Prüfung aller Unterlagen an der Fundteilung keinerlei Zweifel bestehen und diese nach den damaligen Bestimmungen erfolgte.
Am 24. Januar 2011 forderte Zahi Hawass in einem Brief an die Stiftung Preußischer Kulturbesitz erneut die Rückgabe der Büste. Hawass betonte zudem, dass Premierminister Ahmed Nazif und Kulturminister Farouk Hosny die Forderung „ausdrücklich“ unterstützten. Hauptargument für die Rückgabe ist weiter die falsche Deklaration durch Borchardt als wertlose Gipsarbeit. Diese Forderung wurde jedoch von Kulturstaatsminister Bernd Neumann zurückgewiesen.
Zum 100. Jahrestag des Fundes der Büste erklärte Hermann Parzinger im Dezember 2012, Präsident der Stiftung Preußischer Kulturbesitz, dass er eine Rückgabe an Ägypten nach wie vor ausschließt: „Nofretete ist Teil des kulturellen Erbes der Menschheit. Eine Rückgabe einfach so aus Großmut halte ich grundsätzlich für nicht vertretbar.“
Der Historiker Jürgen Zimmerer argumentiert, dass die Büste nach Ägypten gehört:

„Ägypten war ab 1882 de facto ein britisches Protektorat. Die Nofretete gelangte somit unter den Bedingungen der europäischen Fremdherrschaft nach Deutschland, die Ägypter hat niemand gefragt. […] Die Regelung [der Fundteilung] erfanden die Protektoratsmacht England und die Franzosen, denen die Antikenverwaltung unterstand. Die Fundteilung ist ein koloniales Recht, die Diebe gaben es sich untereinander. Der wissenschaftliche Befund ist eindeutig: Die Nofretete wurde geraubt. Niemand sollte sich auf das Recht der Kolonialmächte von damals berufen.“

## Kopien und Fälschungsverdacht

### Kopien der Büste

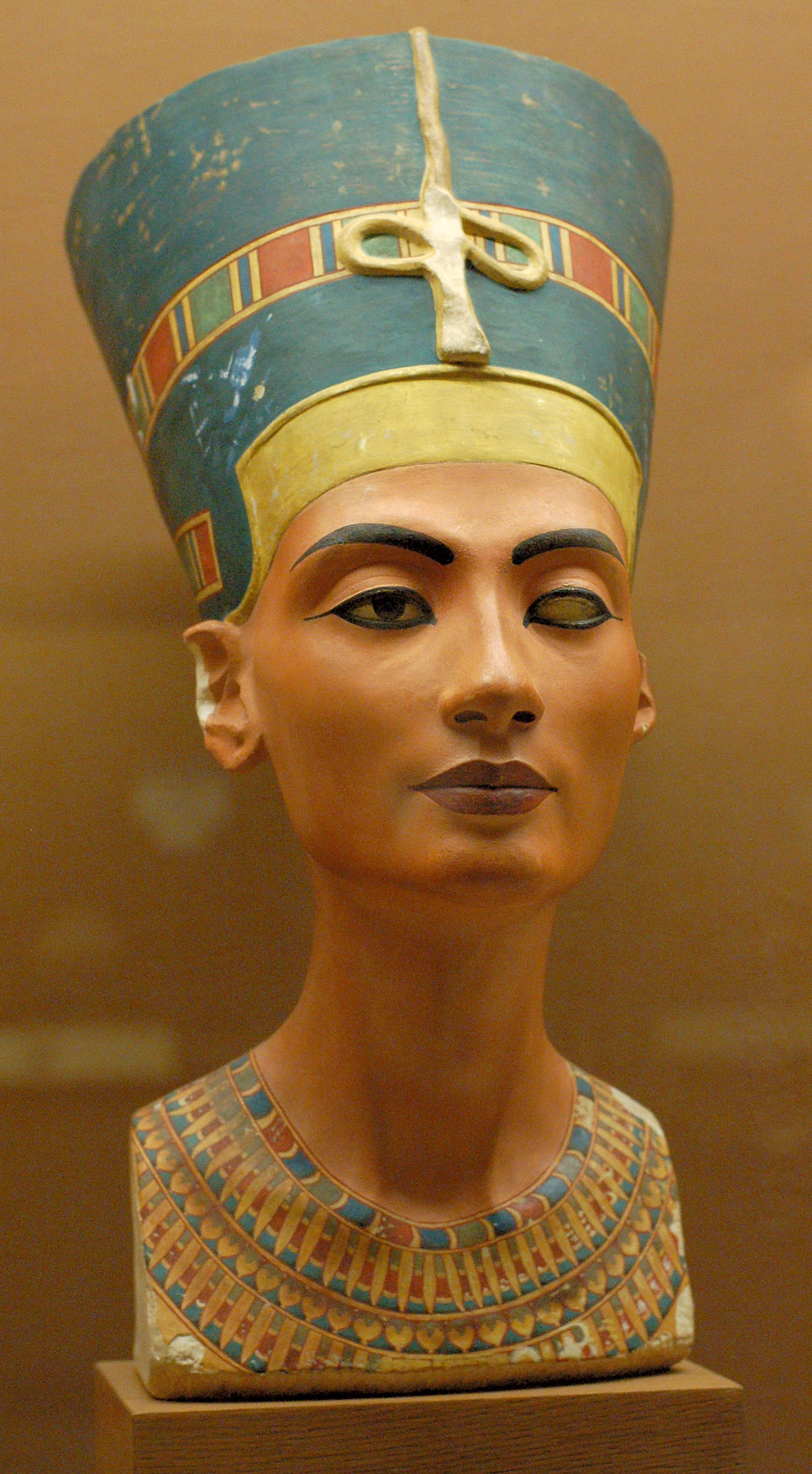
Bemalte Replik der Büste im Rosicrucian Museum in San Jose

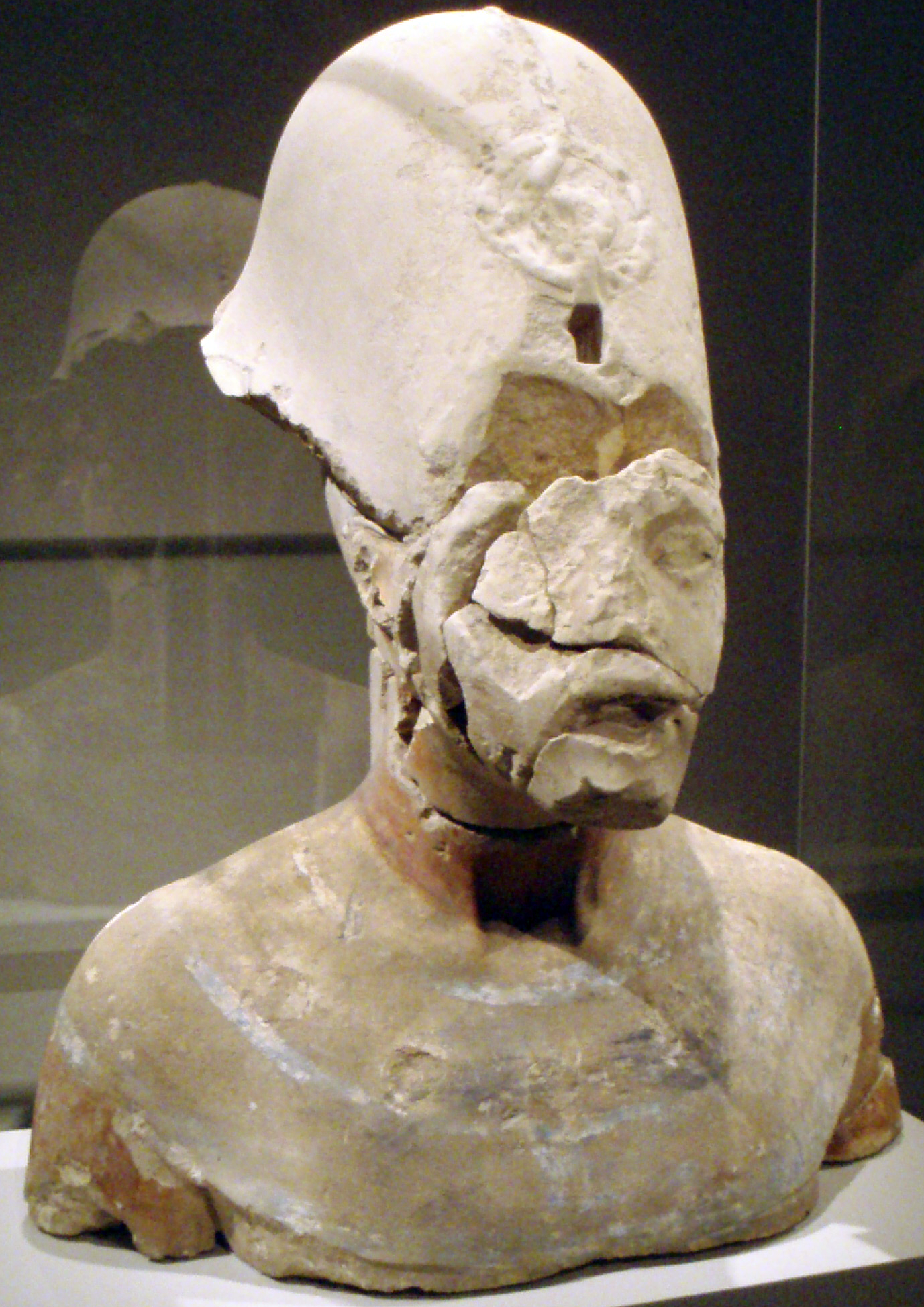
Zerschlagene und rekonstruierte Kalksteinbüste Echnatons, Ägyptisches Museum Berlin, Inventar-Nr. 21360

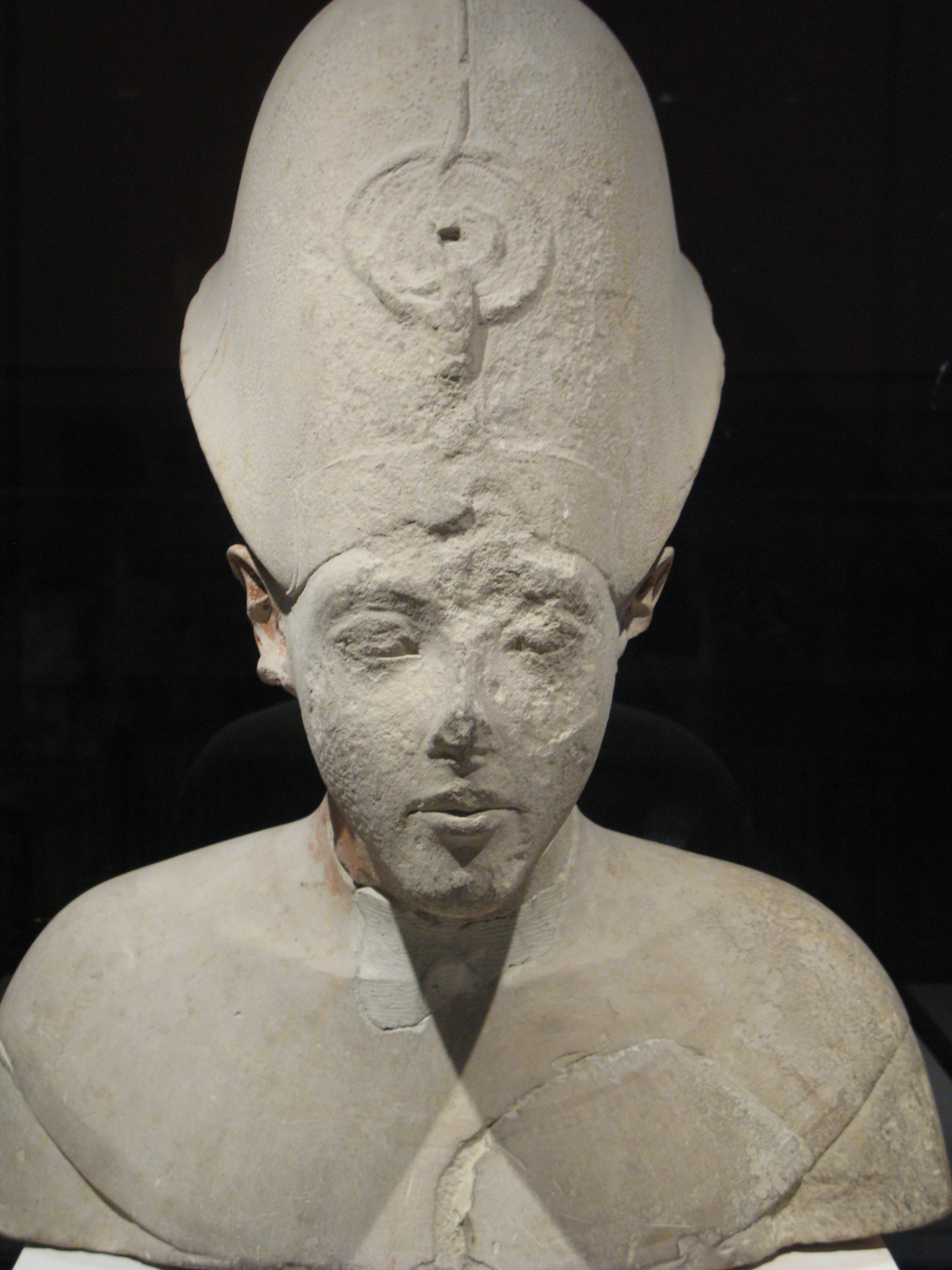
Kalksteinbüste König Echnatons im Louvre

Von der Büste der Nofretete existieren zahlreiche Duplikate. Im Jahr 1925 nahm Richard Jenner Restaurierungsarbeiten an den Ohren und Resten der Uräusschlange der Kalksteinbüste vor und begann mit der Fertigung einer ersten Kopie. In der Gipsformerei, der ältesten Einrichtung der Staatlichen Museen Berlin, werden seit 1819 Replikate in Form von Gips-Abgüssen verschiedenster bedeutender Museumsstücke aus Berlin oder europäischen Museen hergestellt, darunter die Büste der Nofretete. Als Material wird hochwertiger Alabaster-Gips verwendet. Die Fertigung von Replikaten der Büste der Nofretete erfolgt anhand einer Mutterkopie und die Replikate entsprechen einer Umsetzung in Originalgröße. Ende der 1960er Jahre wurde das Formmodell, das Tina Haim-Wentscher hergestellt hatte, durch eines auf photogrammetrischer Basis erstellten ersetzt. Dieses Modell war jedoch ungenau und musste durch den Restaurator Joachim Lüdcke nachbearbeitet werden, um eine geeignete Form für die Herstellung der Replikate zu erhalten. So wurde 2005 beispielsweise der Umzug der Büste von Charlottenburg auf die Museumsinsel in das Alte Museum und die Präsentation am neuen Standort aus Sicherheitsgründen mit Kopien der Büste „geprobt“.
2011 wurde die Büste der Nofretete mit einem 3D-Scanner vermessen, wodurch eine Nachbildung der Plastik auf hundertstel Millimeter genau möglich ist. Die Gipsformerei der Staatlichen Museen zu Berlin fertigte auf dieser Basis eine Sonderedition der Büste, die auf 100 Exemplare limitiert war.
Nach der Schenkung aller aus Amarna stammenden Fundstücke an den preußischen Staat ersetzte James Simon die Originalbüste in seinem Haus durch eine Kopie. Diese befindet sich heute vermutlich im Besitz der Nachfahren Simons. Die Faszination für das Porträt der Königin veranlasste auch Kaiser Wilhelm II. dazu, sich eine Kopie anfertigen zu lassen. Allerdings ließ er diesem Stück ein zweites Auge einsetzen. Der Kaiser nahm die Büste 1918 sogar mit ins Exil nach Doorn in die Niederlande. Dieses Replikat befindet sich auch heute noch in Haus Doorn, dem Exilsitz Kaiser Wilhelm II. Die kaiserliche Nachbildung war 2010 in der Sonderschau „Geschichte und Abenteuer der Archäologie“ im Ruhr Museum in Essen zu sehen, sowie 2011 in der Sonderausstellung „Sisi en Wilhelm II. – Keizers op Corfu“ im Rijksmuseum van Oudheden in Leiden.
Hitler soll ebenfalls eine oder sogar mehrere exakte Kopien der Büste in Auftrag gegeben haben. Es hieß, sie sei angefertigt worden, um die Ägypter zu täuschen, und Hitler habe das Original für seine private Sammlung haben wollen.
Das ZDF griff die These um die Existenz einer Kopie Hitlers in einer Dokumentation 2007 auf: Auf Befehl eines Majors sei die Büste der Nofretete vom Berliner Zoo-Bunker ausgelagert worden. Sie habe sich in einer Kiste mit der Nummer 28 befunden, als sie Berlin verließ, soll aber in einer Kiste mit der Nummer 34 in Merkers eingetroffen sein. Daher wäre fraglich, ob die Büste der Königin im Berliner Museum echt ist. Die Schilderung ist jedoch widersprüchlich, da sich die Behauptung des Majors einerseits nicht mit den Protokollen deckt, denen zufolge die Büste zu diesem Zeitpunkt bereits in das Salzbergwerk nach Thüringen transportiert worden war. Zudem sei es Hitler selbst gewesen, der den Befehl für die Bergung der Kunstschätze gab.
Die B.Z. veröffentlichte im Januar 2008 einen Bericht, demzufolge der Modehersteller Shangri-La im Besitz dieser Kopie sei, die aus „Hitlers Privatmuseum“ gerettet worden sei. Sie weise am Sockel einen Stempel mit der Beschriftung AH 537 auf. Es könne sich auch durchaus um das Original handeln, demzufolge sich im Berliner Museum eine Kopie befände. Dietrich Wildung widersprach mit der Feststellung, dass aufgrund der CT-Untersuchung keine Zweifel an der Originalität der Büste im Ägyptischen Museum Berlin bestünden und es sich nicht um eine Kopie handele.

### Fälschungsverdacht
Zu Beginn der 1980er Jahre kam das Gerücht auf, Ludwig Borchardt habe die Büste der Königin fälschen lassen, eingegraben und dann am 6. Dezember 1912 wieder ausgegraben, um eine angekündigte Besuchergruppe, unter ihnen der sächsische Prinz Johann Georg, mit dem Fund zu beeindrucken.
Zu den Gerüchten dieser Zeit nahm Rolf Krauss Stellung: „Bei geeigneter Interpretation der Fakten passt diese Hypothese sowohl zu Borchardts dringendem Wunsch, die Büste bei der Fundteilung zugesprochen zu bekommen, als auch zu seinem anschließenden Versuch, sie der Öffentlichkeit vorzuenthalten.“ Das Grabungsteam habe zwar auch Farbpigmente gefunden und es sei möglich, diese alten Werkstoffe erneut zu verarbeiten, allerdings habe die 1987/1988 erstmals gezielte Untersuchung ergeben, dass für die Büste eine sogenannte Kalk-Gips-Anhydrit-Mischung verwendet worden sei. Diese Mischung sei zur Zeit der Grabung noch nicht bekannt gewesen und ohne eine chemische Analyse sei es auch nicht möglich, das Material zu fälschen. Eine kunst-archäologische Beurteilung hält er zu dieser Zeit für schwierig, da nicht alle Amarnafunde publiziert wurden und zudem auch der Publikationsstand zur Büste der Nofretete unvollständig ist. 2009 äußerte er hingegen zu dem Sachverhalt, Borchardt habe die Büste zurückgehalten, „dass es ein Leichtes gewesen wäre in der Zwischenzeit einen Steinmetz mit einem Falsifikat zu beauftragen“.
Im März 2009 veröffentlichte der Schweizer Kunsthistoriker Henri Stierlin die These, die Büste der Nofretete sei erst Anfang des 20. Jahrhunderts entstanden. Sie wäre im Auftrag Ludwig Borchardts ohne eine Fälschungsabsicht angefertigt worden, der an der Büste eine Halskette präsentieren wollte, die bei den Grabungsarbeiten in Ägypten gefunden worden war. Auch an der Büste selbst, so Stierlin, fänden sich Hinweise, dass es sich nicht um ein 3400 Jahre altes ägyptisches Artefakt handelt: Der Umstand, dass seitens der Ägyptologie angenommen wird, die Büste hätte absichtlich kein linkes Auge erhalten, wäre doch eine Beleidigung für die alten Ägypter gewesen, die geglaubt hätten, Statuen seien reale Personen. Auch verweist Stierlin darauf, dass die Schultern der Büste vertikal abgeschnitten seien, die alten Ägypter die Schultern bei Statuen aber immer horizontal angesetzt hätten.
Unabhängig von Henri Stierlin beschäftigte sich auch der Schriftsteller Erdoğan Ercivan mit archäologischen Fälschungen und zweifelt die Echtheit der Büste der Nofretete ebenfalls an. Ihm zufolge stand Ludwig Borchardts Frau für die Büste Modell, was erklären würde, dass Borchardt die Büste „unter Verschluss“ halten wollte.
Der ehemalige Direktor des Ägyptischen Museums in Berlin, Dietrich Wildung, wies die These Stierlins als „zweifellos nicht richtig“ zurück und teilte mit, dass an der Büste keinerlei Spuren von modernen Stoffen festgestellt wurden. Eine so perfekte Fälschung wäre zu dieser Zeit nicht möglich gewesen. Bereits nach der ersten CT-Untersuchung 1992 hatte Wildung als beiläufiges Ergebnis genannt: „Der komplizierte Aufbau der Büste aus einem Steinkern mit Gipsergänzungen verbannt die Gerüchte über eine moderne Herstellung der Nofretete-Büste ins Reich der Phantasie.“
Auch André Wiese, Kurator am Antikenmuseum Basel, bezeichnete in einem Interview „den Fälschungsvorwurf als schlichten Unfug“ und die Vorwürfe „für völlig haltlos und nicht glaubhaft“. Die Büste war mehrfach untersucht worden und sowohl alle Analysen und Röntgenuntersuchungen als auch die Fundumstände deuten auf ihre Echtheit hin. Die Farbpigmente seien zweifelsfrei als antik festgestellt worden, wobei es sich bei Gips und Stein um „alte“ Materialien handle, bei denen eine Altersangabe nicht möglich sei. Als ausschlaggebenden Punkt sieht Wiese jedoch den Umstand, dass nach der Nofretete-Büste eine fast identische von Echnaton gefunden wurde. Um die Büste der Nofretete zu fälschen, hätte diese Büste Echnatons bekannt gewesen sein müssen. Eine vergleichbare Büste Echnatons befindet sich im Louvre in Paris.
Zahi Hawass widerspricht Henri Stierlins These ebenfalls: Stierlin sei kein Historiker und dessen Behauptung, die Büste sei eine Fälschung, sei reine Fantasie. Zu den vertikal abgeschnittenen Schultern merkt er an, dass Echnaton in seiner Regierungszeit eine neue Kunstform eingeführt hatte. Die Büste sei mit zwei Augen gefertigt worden, wobei das linke später zerstört worden war. Auf Stierlins Argumentation, Borchardt habe gewusst, dass es sich um eine Fälschung handelte, entgegnete Hawass, dass der Bericht zur Entdeckung dafür überraschend detailliert gewesen sei.
Stefan Simon, Materialwissenschaftler des zu den Staatlichen Museen Berlin gehörenden Rathgen-Forschungslabors, nahm zu dieser Fälschungsfrage ausgiebig Stellung. Er bemerkte abschließend, wie bereits Rolf Krauss, dass das für die Büste verwendete Material ein sogenannter Amarna-Mix sei, eine Gips-Anhydrit-Mischung mit Anteilen von Kalkstein, die 1912 noch nicht bekannt war. Eine Fälschung sei ohne diese Kenntnis unmöglich gewesen.
Der Ägyptologe Marc Gabolde führt mehrere Gründe dafür an, dass die Büste keine Fälschung sein kann: Borcherts Mangel an Zeit für eine Fälschung, die Tatsache, dass nur ein erfinderischer Bildhauer zur damaligen Zeit aufgrund des Fehlens dreidimensionaler Darstellungen die Form der Kopfbedeckung erahnen können hätte, und insbesondere die von Blumen inspirierte Halskette, die fast identisch ist mit der bei Tutanchamun erst neun Jahre später aufgefundenen Halskette.

## Kulturelle Bedeutung
Seit ihrer ersten Ausstellung im Jahr 1924 ist die Büste der Nofretete fester Bestandteil der Berliner Museumskultur und zieht seitdem zahlreiche Besucher an. Als ausschlaggebend für das damals rapide steigende Interesse an der Büste und am Alten Ägypten werden nicht nur die Ausstrahlung der Büste selbst, sondern auch das Auffinden des nahezu unberührten Grabes (KV62) des Tutanchamun durch Howard Carter im Jahr 1922 gesehen, das in den Folgejahren nach seiner Entdeckung zu einer weltweiten Ägyptomanie führte. Unter allen bisher gefundenen altägyptischen Kunstgegenständen ist die Büste der Nofretete in ihrer Form vielleicht mit der Goldmaske des Tutanchamun vergleichbar.
Die als Medienikone geltende Büste zierte zahlreiche Titelseiten von Zeitungen und Illustrierten und avancierte so zum Covergirl. Für Frauen war das Porträt Anfang der 1920er Jahre stilprägend, die das Make-up der Königin kopierten. Die Presse bezeichnet „Nofretete“ auch häufig als die bekannteste oder schönste „Berlinerin“.

## Motiv Nofretete
Die Büste der Königin findet sich auch heutzutage weltweit als sehr beliebtes Motiv für Schmuck, Kalender, Schreibblöcke, Postkarten und Replikate aus Kunstguss in kitschiger oder künstlerischer Verarbeitung und als Originaldarstellung wieder. Kunstdrucke oder gemalte Papyri zeigen die Büste der Nofretete jedoch oftmals auch mit zwei intakten Augen.
Zwischen Juli 1988 und Januar 1989 wurde in Deutschland eine Briefmarke zu 70 und 20 Pfennig herausgegeben, welche die Büste der Nofretete zeigt. Mit dem Erstausgabetag 2. Januar 2013 brachte die Deutsche Post AG erneut ein Sonderpostwertzeichen (Wert 0,58 €) mit der Büste der Nofretete heraus. Häufig ist das Bild der Büste der Nofretete auch als Werbeträger zu finden. So wählten Bündnis 90/Die Grünen 1999 im Berliner Wahlkampf die Büste als Plakatmotiv mit dem Spruch „starke Frauen für Berlin“.
Die Büste selbst wurde im Jahr 2003 im Rahmen einer Kunstaktion für kurze Zeit auf den Bronzetorso einer nackten Frau gesetzt, der als Kunstwerk für die Biennale in Venedig von den beiden ungarischen Künstlern András Gálik und Bálint Havas geschaffen worden war. In der Aktion, die am 15. Juni 2003 erstmals auf der Biennale zu sehen war, versuchten die Künstler, „das 3000 Jahre alte Schönheitsideal mit einem modernen Frauenkörper zu verbinden“. Daraufhin gab es seitens Ägyptens große Proteste und Empörung, einerseits wegen des Umgangs mit der wertvollen Kalksteinbüste, andererseits wegen der Zurschaustellung auf einem nackten Frauenkörper.

## Nefertiti Hack

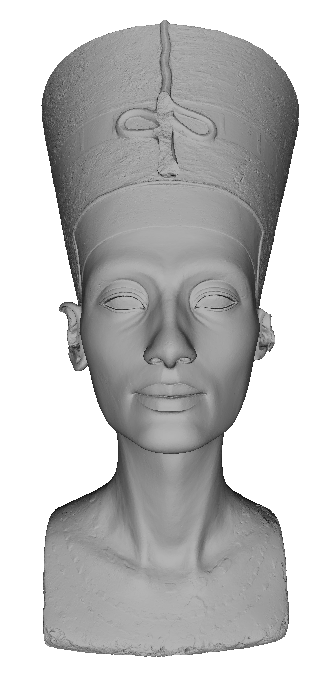
3D-Rendering

Der Datensatz eines 3D-Scans der Büste ist frei zugänglich im Netz verfügbar. Da diese Daten aus einem Datenleak stammen, befindet sich das Herunterladen nach wie vor in einer rechtlichen Grauzone, das Benutzen der Daten wird jedoch als unbedenklich eingeschätzt.
The Other Nefertiti war ein digitaler Kunstraub, der sich Ende 2015 im Nordkuppelsaal des Neuen Museums, Berlin ereignete. Die Büste der Nofretete wurde trotz der hohen Sicherheitsstandards, die auch jegliches Erzeugen von Bildnissen untersagten, unbemerkt digital abgeformt. Der mit diesen 3D-Scans erzeugte Datensatz wurde wenig später unter Public Domain veröffentlicht. Später bekannten sich in der Frankfurter Allgemeinen Sonntagszeitung die Künstler Nora Al-Badri und Jan Nikolai Nelles zu der Tat. Die Stiftung Preußischer Kulturbesitz unternahm bis jetzt keine rechtlichen Schritte.
Mittlerweile ist auch der Datensatz eines vom Museum durchgeführten 3D-Scans unter einer CC-BY-NC-SA-Lizenz verfügbar.